# Theodor W. Adorno

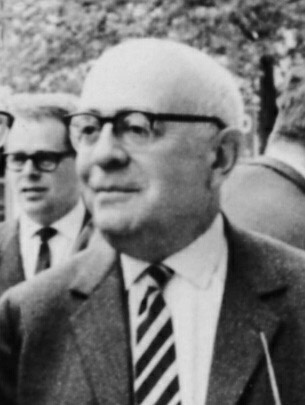
Theodor W. Adorno (1964)

Theodor W. Adorno (* 11. September 1903 in Frankfurt am Main; † 6. August 1969 in Visp, Schweiz; eigentlich Theodor Ludwig Wiesengrund) war ein deutscher Philosoph, Soziologe, Musikphilosoph, Komponist und Pädagoge. Er zählt mit Max Horkheimer zu den Hauptvertretern der als Kritische Theorie bezeichneten Denkrichtung, die auch unter dem Namen Frankfurter Schule bekannt wurde. Mit Horkheimer, den er während seines Studiums kennengelernt hatte, verband ihn eine enge lebenslange Freundschaft und Arbeitsgemeinschaft.
Adorno wuchs in großbürgerlichen Verhältnissen in Frankfurt auf. Als Kind erhielt er eine intensive musikalische Erziehung, und bereits als Schüler beschäftigte er sich mit der Philosophie Immanuel Kants. Nach dem Studium der Philosophie widmete er sich der Kompositionslehre im Kreis der Zweiten Wiener Schule um Arnold Schönberg und betätigte sich als Musikkritiker. Ab 1931 lehrte er zudem als Privatdozent an der Universität Frankfurt bis zum Lehrverbot 1933 durch die Nationalsozialisten. Sein Antrag auf Aufnahme in die Reichsschrifttumskammer wurde am 20. Februar 1935 abgelehnt.
Während der Zeit des Nationalsozialismus emigrierte er in die USA. Dort wurde er Mitarbeiter des Instituts für Sozialforschung, bearbeitete einige empirische Forschungsprojekte, unter anderem über den autoritären Charakter, und schrieb mit Max Horkheimer die Dialektik der Aufklärung. Nach seiner Rückkehr war er einer der Direktoren des in Frankfurt wiedereröffneten Instituts. Wie nur wenige Vertreter der akademischen Elite wirkte er als „öffentlicher Intellektueller“ mit Reden, Rundfunkvorträgen und Publikationen auf das kulturelle und intellektuelle Leben Nachkriegsdeutschlands ein und trug – mit allgemeinverständlichen Vorträgen – gewollt und mittelbar zur demokratischen Reeducation der deutschen Bevölkerung bei.
Adornos Arbeit als Philosoph und Sozialwissenschaftler steht in der Tradition von Immanuel Kant, Georg Wilhelm Friedrich Hegel, Karl Marx und Sigmund Freud. Wegen der Resonanz, die seine schonungslose Kritik an der kapitalistischen Gesellschaft unter den Studenten fand, galt er bei Befürwortern und Kritikern als einer der geistigen Väter der deutschen Studentenbewegung. Obwohl er die Kritik der Studenten an den restaurativen Tendenzen der spätkapitalistischen Gesellschaft teilte, stand er dem Wirken der Studentenbewegung wegen deren Hang zu blindem Aktionismus und wegen ihrer Gewaltbereitschaft mit Befremden und Distanz gegenüber.

## Leben

### Herkunft und Name
Adorno wurde 1903 in Frankfurt als Theodor Ludwig Wiesengrund geboren. Er war das einzige Kind des Weingroßhändlers Oscar Alexander Wiesengrund (1870–1946) und der Sängerin Maria Calvelli-Adorno (1865–1952). Die katholische Mutter war Tochter eines korsischen Offiziers, der sich um 1860 als mittelloser Fechtmeister in der Freien Stadt Frankfurt niedergelassen hatte. Sie trat als ausgebildete Sängerin auch am kaiserlichen Hof in Wien, an der Wiener Oper und an den Stadttheatern Köln und Riga auf. Der Vater, Oscar Alexander Wiesengrund, stammte aus einer jüdischen Familie und gehörte zur Zeit der Geburt des Sohnes noch der mosaischen (jüdischen) Religion an; erst später konvertierte er zum Protestantismus.
Die von Theodor vorgenommene Ergänzung des väterlichen Nachnamens um den Namen der Mutter soll ein Wunsch der Mutter gewesen sein, er erfüllte sich jedoch erst im Verlauf des Lebens. Während die ersten Veröffentlichungen noch mit „Wiesengrund“ gezeichnet waren, verwendete er in seiner publizistischen Tätigkeit früh den Doppelnamen „Wiesengrund-Adorno“. Eine Verkürzung auf „W. Adorno“ nahm er bei seinen Veröffentlichungen in der US-amerikanischen Emigration vor. Nach der formellen Einbürgerung als US-Bürger Ende 1943 lautete sein amtlicher Name „Theodore Adorno“. Seine Publikationen zeichnete er indes fortan mit Theodor W. Adorno.

### Frühe Frankfurter Jahre (bis 1924)

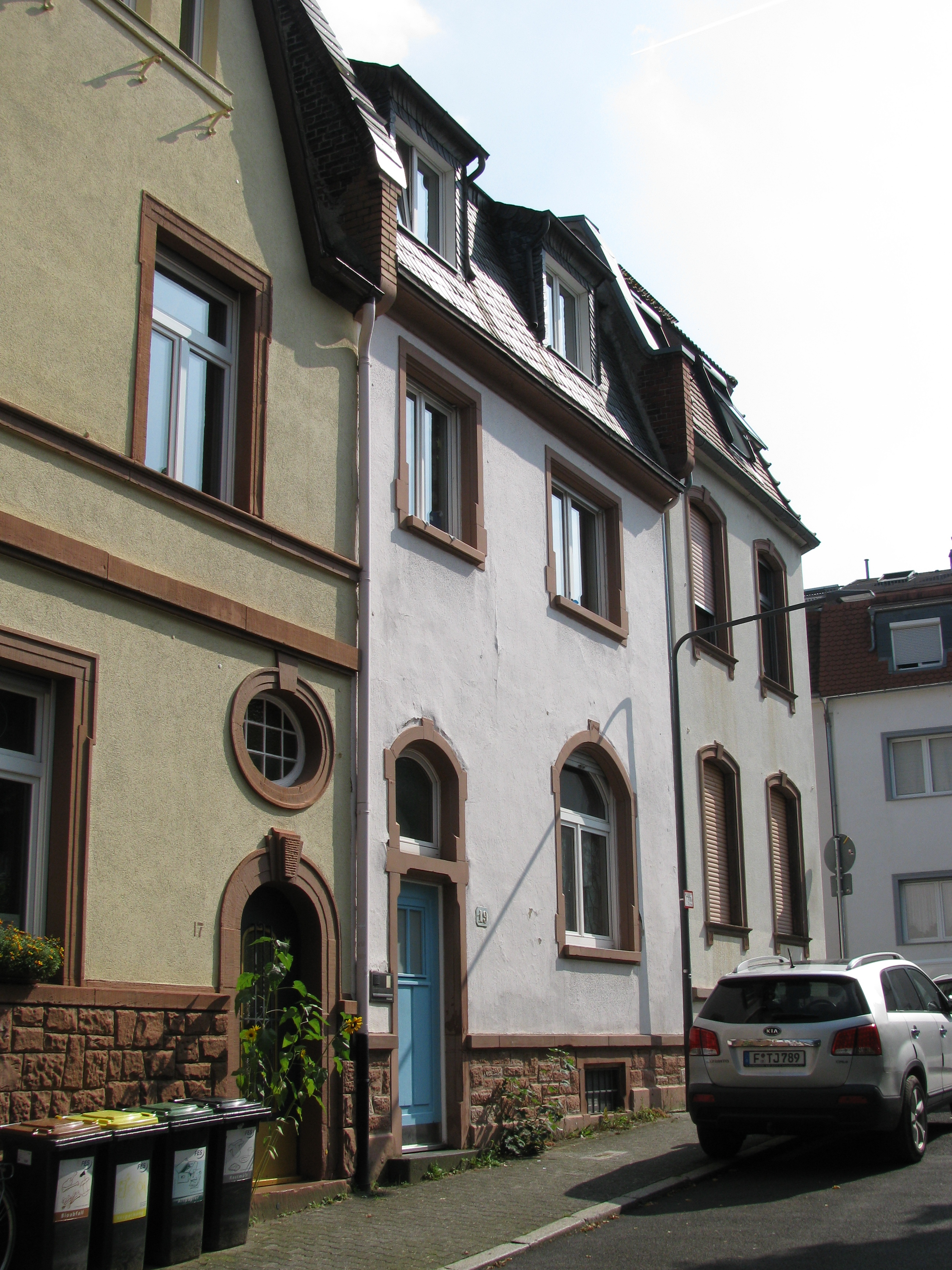
Wohnhaus der Familie Adorno ab 1914 in der Seeheimer Straße 19, Frankfurt-Oberrad

Als Kind wurde der Junge „Teddie“ gerufen. Er wuchs in der Schönen Aussicht, Hausnummer 9, auf, einer Straße am Mainufer. Im Nebenhaus betrieb sein Vater eine Weinhandlung, zu der ein großes Weingut im Rheingau gehörte. 1914 zog die Familie in ein neu erbautes Haus im Stadtteil Oberrad in die Seeheimer Straße 19.
Adorno wurde römisch-katholisch getauft und empfing die Erstkommunion. Auf Wunsch seiner gläubigen Mutter war er geraume Zeit auch als Ministrant tätig. Anders als etwa seine Jugendfreunde Leo Löwenthal und Erich Fromm, die sich im – in Frankfurt einflussreichen – Freien Jüdischen Lehrhaus betätigten, hatte er zur Religion seiner väterlichen Vorfahren keine besondere Beziehung. Ein engeres Verhältnis zum Judentum gewann er erst unter dem Eindruck des Völkermords an den Juden. Die mit den Adornos befreundete Publizistin Dorothea Razumovsky brachte es auf den Punkt: Nicht sein toleranter und assimilierter Vater, sondern Hitler habe ihn zum Juden gemacht.
Im Haushalt der Familie lebte auch die Sängerin und Pianistin Agathe Calvelli-Adorno, eine unverheiratete Schwester seiner Mutter, die Adorno als seine „zweite Mutter“ bezeichnete. Adornos „überaus behütete Kindheit“ war vornehmlich von den beiden „Müttern“ geprägt. Von ihnen erlernte er das Klavierspiel. Die Musik bildete den kulturellen Mittelpunkt der kosmopolitisch ausgerichteten, großbürgerlichen Familie. So zog seine Mutter mit der Partie des Waldvögleins aus Richard Wagners Oper Siegfried durch Europa. Adorno wurde mit der kammermusikalischen und symphonischen Literatur durch das Vierhändigspielen vertraut gemacht und konnte somit seine musikalische Kompetenz schon früh ausbilden. Er nahm neben dem Schulunterricht bei Bernhard Sekles Privatstunden in Komposition. Die Sommer verbrachte die Familie im Odenwaldidyll Amorbach; seitdem galt ihm Amorbach „als die Wirklichkeit gewordene Utopie […], mit der Welt eins zu sein“.
Nachdem er zwei Klassen übersprungen hatte, bestand der „privilegierte Hochbegabte“ 1921 am Kaiser-Wilhelms-Gymnasium (heute Freiherr-vom-Stein-Schule) in Frankfurt bereits mit 17 Jahren das Abitur als Jahrgangsbester. Als Primus erlebte er Ressentiment und Feindseligkeit, die eine solche Begabung auf sich ziehen kann. So erlitt er im Gymnasium Quälereien derjenigen, die „keinen richtigen Satz zustande brachten, aber jeden von mir zu lang fanden“ (GS 4: 219f).
Philosophisch geschult wurde er durch seinen 14 Jahre älteren Freund Siegfried Kracauer, den er bei einer Freundin seiner Eltern kennengelernt hatte. Kracauer war ein bedeutender Feuilletonredakteur der Frankfurter Zeitung. In einem Brief an Leo Löwenthal gestand er, zu seinem jüngeren Freund „eine unnatürliche Leidenschaft“ zu empfinden und sich für „geistig homosexuell“ zu halten. Gemeinsam lasen sie über Jahre hinweg regelmäßig an Samstagnachmittagen Immanuel Kants Kritik der reinen Vernunft, eine Erfahrung, die nach Adornos Selbstzeugnis für ihn prägend war: „Nicht im leisesten übertreibe ich, wenn ich sage, daß ich dieser Lektüre mehr verdanke als meinen akademischen Lehrern“ (GS 11: 388). Als Abiturient las er fasziniert die gerade erschienenen Bücher Die Theorie des Romans von Georg Lukács und Geist der Utopie von Ernst Bloch. Im Gymnasium erlernte er Latein, Griechisch und Französisch; später in der Emigration kam Englisch hinzu.
An der Universität Frankfurt belegte er ab 1921 Philosophie, Musikwissenschaft, Psychologie und Soziologie; zur gleichen Zeit begann er seine Tätigkeit als Musikkritiker. Philosophie hörte er bei Hans Cornelius, Soziologie bei Gottfried Salomon-Delatour und Franz Oppenheimer. In der Universität traf er 1922 in einem Seminar auf Max Horkheimer, mit dem er theoretische Anschauungen teilte und Freundschaft schloss. Auch mit Walter Benjamin, den er durch Vermittlung Kracauers als Student kennengelernt hatte, pflegte er eine enge und dauerhafte Freundschaftsbeziehung. Das Studium absolvierte er sehr zügig: Ende 1924 schloss er es mit einer Dissertation über Edmund Husserls Phänomenologie mit summa cum laude ab. Die Arbeit, die er im Geist seines Lehrers Cornelius abfasste, enthielt reine Schulphilosophie, die noch wenig von Adornos späterem Denken ahnen ließ.
Aus der Geschäftsbeziehung zwischen der Frankfurter Weinhandlung Oscar Wiesengrund und der Berliner Fabrik für Lederverarbeitung Karplus & Herzberger entwickelte sich ein freundschaftliches Verhältnis zwischen den Eigentümer-Familien beider Firmen. Zwischen dem temperamentvollen jungen „Teddie“ Wiesengrund und der Berlinerin Margarete (Rufname: Gretel) Karplus kam es zu einer Liebesbeziehung, die zu einer lebenslangen Bindung führen sollte.

### Aufenthalt in Wien (1925–1926)
Im März 1925 zog Adorno nach Wien, der Geburtsstätte der Zwölftonmusik, wo er sich ein Zimmer in der Pension „Luisenheim“ im 9. Bezirk nahm. Bei Alban Berg, dem Schüler Arnold Schönbergs, begann er ein Aufbaustudium in Komposition und bei Eduard Steuermann nahm er gleichzeitig Klavierunterricht. Adorno hatte Alban Berg anlässlich der Uraufführung seiner Drei Bruchstücke für Gesang und Orchester aus Wozzeck 1924 in Frankfurt kennengelernt. Der aus Polen stammende Steuermann, der die meisten Klavierwerke Schönbergs uraufgeführt hatte, war der maßgebliche Pianist der Zweiten Wiener Schule, mit deren Begründer er ebenfalls zusammentraf. Adorno schätzte Schönberg als „revolutionären Veränderer der überlieferten Kompositionsweise“. Dessen Zwölftonkompositionen würdigte er später (1949) in der Philosophie der neuen Musik. Persönlich jedoch entwickelte sich eine „wechselseitige Antipathie“ zwischen beiden. Schönberg hielt Adornos „Schreibstil für manieriert, die musiktheoretische Begriffsbildung für zu unverständlich“ und glaubte, dass dies der Neuen Musik in der öffentlichen Wirkung schade. Adornos musikästhetische Wertschätzung und persönliche Sympathie galten vor allem Alban Berg, zu dem er eine freundschaftliche Beziehung pflegte, die sich bis zu dessen frühem Tod (1935) in einem intensiven Briefwechsel niederschlug. Später veröffentlichte er über ihn die Monographie Berg. Der Meister des kleinsten Übergangs (1968).
Schon im ersten Jahr seines Aufenthalts in Wien verfasste er Aufsätze über Werke von Berg und Schönberg. Er setzte damit seine bereits als Student aufgenommene musikkritische Tätigkeit fort, die er 1928 mit dem Eintritt in die Redaktion der musikalischen Avantgarde-Zeitschrift Anbruch fundieren konnte. Adornos Bestreben, die Zeitschrift als musikpolitisches Machtinstrument zur Durchsetzung avancierter Musik zu nutzen, war jedoch auf Widerstand in der Redaktion gestoßen, aus der er dann 1931 offiziell ausschied.
Die Jahre seines Wiener Aufenthalts waren für Adorno die kompositorisch intensivsten. Unter seinen Kompositionen machen eine Reihe von Klavierliederzyklen den umfangreichsten und auch gewichtigsten Teil aus. Daneben schrieb er Orchesterstücke, Kammermusik für Streicher und A-cappella-Chöre und bearbeitete französische Volkslieder.
Zusammen mit Berg besuchte er Lesungen von Karl Kraus. Dessen spektakuläre Vortragsweise machte auf ihn anfänglich den Eindruck eines „halb priesterlichen und halb clownesken Komödianten“; erst später, vermittelt durch Lektüre, begann er ihn zu schätzen. Zu den zahlreichen Bekanntschaften, die er in Wien machte, zählte die von Georg Lukács, der hier unter schwierigen Lebensbedingungen als Emigrant lebte. Gegenüber Berg gestand er, dass Lukács ihn „geistig […] tiefer fast als jeder andere beeinflusst“ habe. Dessen Theorie des Romans hatte ihn bereits als Abiturient begeistert und dessen 1922 in Wien abgeschlossene Arbeit Geschichte und Klassenbewußtsein war für seine Marx-Rezeption (wie für die seiner engeren Freunde) eminent wichtig. Eine enge Freundschaft verband ihn in dieser Zeit auch mit dem Prager Schriftsteller und Musiker Hermann Grab. Das intellektuelle und künstlerische Milieu der Wiener Moderne um die Jahrhundertwende prägte anhaltend nicht nur Adornos Musiktheorie, sondern auch seine Kunstauffassung.
Mit Alban Berg und dessen Frau Helene besuchte er nicht nur Konzerte und Opern; die Bergs führten ihn auch in exzellente Restaurants. Überhaupt genoss er die sinnliche Lebensfreude der Donaumetropole, inklusive „vorsichtig erprobter Liebschaften“.
In die Wiener Zeit fällt ein knapp dreiwöchiger Aufenthalt mit Siegfried Kracauer am Golf von Neapel (September 1925), wo beide mit Walter Benjamin und Alfred Sohn-Rethel zu fruchtbarem Gedankenaustausch zusammentrafen. Martin Mittelmeier interpretiert diesen Aufenthalt als einen Wendepunkt in der intellektuellen Biographie Adornos. Hier habe er unter dem Einfluss Benjamins die für seine Texte bedeutsamste Darstellungsform, die „Konstellation“, gefunden.

### Mittlere Frankfurter Jahre (1926–1934)
Zurück aus Wien widmete er sich der musikpublizistischen Tätigkeit und dem Komponieren. Daneben begann Adorno die Arbeit an einer Habilitationsschrift. Die Ergebnisse einer ausführlichen Beschäftigung mit der Psychoanalyse verarbeitete er in einer umfangreichen philosophisch-psychologischen Abhandlung mit dem Titel Begriff des Unbewußten in der transzendentalen Seelenlehre, die er seinem Doktorvater Cornelius vorlegte. Nachdem dieser Bedenken geäußert hatte, denen sich sein Assistent Horkheimer anschloss, zog Adorno 1928 das Habilitationsgesuch zurück. Cornelius hatte bemängelt, dass die Arbeit zu wenig originell sei und sein eigenes, Cornelius’, Denken paraphrasiere.
Die Jahre 1928–1930 waren für Adorno Jahre der beruflichen Ungewissheit. Vergeblich bemühte er sich um eine feste Anstellung als Musikkritiker bei Ullstein in Berlin. Zahlreiche Kompositionen und musikkritische Beiträge aus dieser Zeit zeugen indessen von nicht erlahmter Produktivität. Über seine finanzielle Lage brauchte er sich keine Sorgen zu machen, sein Vater hatte ihm weitere Unterstützung zugesagt. Adorno weilte in diesen Jahren mehrfach in Berlin bei der – mit ihm inzwischen verlobten – promovierten Chemikerin und Unternehmerin Gretel Karplus. Mit ihr unternahm er auch mehrere Reisen, unter anderem nach Amorbach, Italien und Frankreich. Während der Aufenthalte in Berlin traf er mit vielen zeitgenössischen Autoren und Künstlern zusammen, darunter Ernst Bloch, Kurt Weill, Hanns Eisler und Bertolt Brecht.
Adorno konzentrierte sich zudem auf die Abfassung einer zweiten Habilitationsschrift. Er hatte das Angebot des 1929 auf einen philosophischen Lehrstuhl neu berufenen evangelischen Theologen Paul Tillich, bei ihm zu habilitieren, angenommen. Nachdem er binnen eines Jahres die Arbeit über den dänischen Existentialphilosophen und Hegel-Kritiker Kierkegaard niedergeschrieben hatte, reichte er sie unter dem Titel Kierkegaard – Konstruktion des Ästhetischen ein und wurde damit im Februar 1931 an der Frankfurter Universität habilitiert. Die stark überarbeitete Buchausgabe (1933) trug die Widmung: „Meinem Freunde Siegfried Kracauer“.
Kontakt zu linksorientierten Frankfurter Intellektuellen pflegte er in einem Kreis, „Kränzchen“ genannt, der im lockeren Turnus im Café Laumer zur Diskussion zusammentraf. Zu ihm gehörten Horkheimer, Tillich, Friedrich Pollock, der Nationalökonom Adolf Löwe und der frisch berufene Soziologe Karl Mannheim. Obwohl noch ohne Habilitation, genoss Adorno „das Privileg“, zu jenem „Kränzchen“ geladen zu werden.
Nachdem Adorno die Venia legendi verliehen worden war, hielt er im Mai 1931 seine Antrittsvorlesung als Privatdozent für Philosophie; ihr Titel: Die Aktualität der Philosophie, die viele Gedanken enthielt, die in sein späteres Werk eingingen.
Im Auftrag Tillichs hatte Adorno schon vor der Antrittsvorlesung an der Frankfurter Universität Seminare veranstaltet. Sie waren, wie die nach seiner Ernennung zum Privatdozenten selbstständig durchgeführten Kollegs, der Ästhetik gewidmet. Nach der ihm erteilten Lehrbefugnis verblieben ihm noch vier Semester an der Frankfurter Universität. Zu den angebotenen Lehrveranstaltungen gehörten – neben „Kierkegaard“ und „Erkenntnistheoretische Übungen (Husserl)“ – „Probleme der Kunstphilosophie“, eine Veranstaltung, in der er sich mit Benjamins Schrift Ursprung des deutschen Trauerspiels befasste, die Benjamin bereits 1925 als Habilitationsschrift bei der Frankfurter Philosophischen Fakultät eingereicht hatte und die von dieser abgelehnt worden war.
Vor seiner Emigration in die USA gehörte Adorno noch nicht zu den offiziellen Mitarbeitern des Instituts für Sozialforschung (anders als Horkheimer, Pollock, Fromm und Löwenthal), publizierte aber bereits im ersten Heft der von Horkheimer seit 1932 herausgegebenen Zeitschrift für Sozialforschung den Aufsatz Zur gesellschaftlichen Lage der Musik. Darin untersuchte er ideologiekritisch die Produktion und Konsumtion von Musik in der kapitalistischen Gegenwartsgesellschaft.
Adornos Lehrtätigkeit endete mit dem Wintersemester 1933. Das nationalsozialistische Regime entzog ihm im Herbst wegen seiner väterlicherseits jüdischen Abstammung die Befugnis zur akademischen Lehre. Wie viele andere Intellektuelle seiner Zeit erwartete er keine lange Dauer des neuen Regimes und räumte rückblickend ein, dass er die politische Lage 1933 völlig falsch beurteilt hatte. Er machte sich anfangs sogar noch Hoffnung auf den Posten eines Musikkritikers bei der Vossischen Zeitung. In der Zeitschrift Europäische Revue glossierte er das von den Nationalsozialisten durchgesetzte Verbot des „Negerjazz“ dahingehend, dass das Dekret nachträglich bestätige, was sich musikalisch bereits vollzogen habe. Auch lobte er 1934 Männerchöre, die vertonte Gedichte von Hitlers Jugendführer Baldur von Schirach sangen. Im Wintersemester 1962/63 von der Frankfurter Studentenzeitung Diskus mit diesen Veröffentlichungen konfrontiert, bedauerte er in einem offenen Brief seine „dumm-taktischen Sätze“, die der Torheit dessen zuzuschreiben seien, „dem der Entschluß zur Emigration unendlich schwer fiel“. Wie naiv er die anfängliche Lage nach der nationalsozialistischen Machtergreifung beurteilte, zeigt ein Brief vom 15. April 1933 an den im Pariser Exil befindlichen Siegfried Kracauer, in dem er ihm riet, nach Deutschland zurückzukehren, denn: „Es herrscht völlige Ruhe und Ordnung, ich glaube, die Verhältnisse werden sich konsolidieren. […] auch ein übereilter und kostspieliger Umzug [nach Paris] schiene mir bedenklich“. Leo Löwenthal vermerkte: „wir mußten ihn fast physisch dazu zwingen, endlich Deutschland zu verlassen“.

### Zwischenstation Oxford (1934–1937)
Als durch die nationalsozialistische Rassengesetzgebung definiertem „Halbjuden“ blieb Adorno zunächst noch Bewegungsspielraum im nationalsozialistisch regierten Deutschland. Unter Beibehaltung seines amtlich gemeldeten Wohnsitzes in Frankfurt ging er nach Großbritannien, wo er, obwohl bereits deutscher Philosophiedozent, nur als advanced student im Fach Philosophie am Merton College in Oxford aufgenommen wurde. Er plante, mit einer Arbeit über die Philosophie Edmund Husserls den akademischen Grad Ph.D. zu erwerben. Sein Tutor war Gilbert Ryle, kompetenter Kenner der deutschen Philosophie, insbesondere Husserls und Heideggers, und später berühmter Autor von The Concept of Mind. Kontakt hatte er auch zu dem Ideengeschichtler Isaiah Berlin. Wie er Freunden mitteilte, arbeitete er „in einer unbeschreiblichen Ruhe und unter sehr angenehmen äußeren Arbeitsbedingungen“ (Brief an Ernst Krenek), wenngleich er „das Leben eines mittelalterlichen Studenten mit Cap und Gown“ zu führen gezwungen war, wie er an Walter Benjamin schrieb.
Die Oxforder Jahre nutzte Adorno nicht nur für seine Husserl-Studien. Er schrieb eine kritische Abhandlung über die Wissenssoziologie Karl Mannheims und musiktheoretische Artikel für die der Avantgarde verpflichteten Wiener Musikzeitschrift 23 sowie den Aufsatz Über Jazz, der 1936 in der Zeitschrift für Sozialforschung unter dem Pseudonym Hektor Rottweiler erschien und bis über Adornos Tod hinaus heftigste Reaktionen hervorrief.
Da die damaligen Devisenbestimmungen nur die Ausfuhr geringer Beträge erlaubten, kehrte Adorno, um sein Leben in Oxford finanzieren zu können, regelmäßig nach den Semestern zu längeren Aufenthalten nach Deutschland zurück – in ein Land, das ihm zur „Hölle“ geworden war, wie er dem in die USA emigrierten Horkheimer schrieb. Er traf dort neben Freunden seine Eltern und seine Verlobte, für die, als Jüdin, das Leben in Deutschland immer prekärer wurde und die daher im August 1937 nach London übersiedelte, wo beide am 8. September 1937 im Standesamt des Districts Paddington heirateten. Einer der Trauzeugen war Horkheimer, der zu dieser Zeit, aus den USA kommend, die Zweigstellen des Instituts für Sozialforschung in Europa (Genf, Paris, London) bereiste. Adorno bestand auf einer traditionellen Arbeitsteilung mit seiner Frau: „er dachte nicht im entferntesten daran, sich an der Organisation und Führung des Haushaltes zu beteiligen“.
Während dieser Zeit unterhielt Adorno einen intensiven Briefwechsel mit dem bereits im amerikanischen Exil lebenden Max Horkheimer, den er im Dezember 1935 in Paris getroffen und im Juni 1937 für zwei Wochen in New York besucht hatte. Horkheimer machte ihm schließlich das Angebot, in den USA eine existenzsichernde wissenschaftliche Tätigkeit aufzunehmen und offizieller Mitarbeiter in seinem Institut für Sozialforschung zu werden.
Mitte Dezember 1937 verbrachten die Adornos noch einen Urlaub an der Ligurischen Küste, wo sie sich mit Walter Benjamin trafen, und in Brüssel verabschiedete sich Adorno von den Eltern, die später nachkommen sollten.

### Emigrant in den USA (1938–1953)

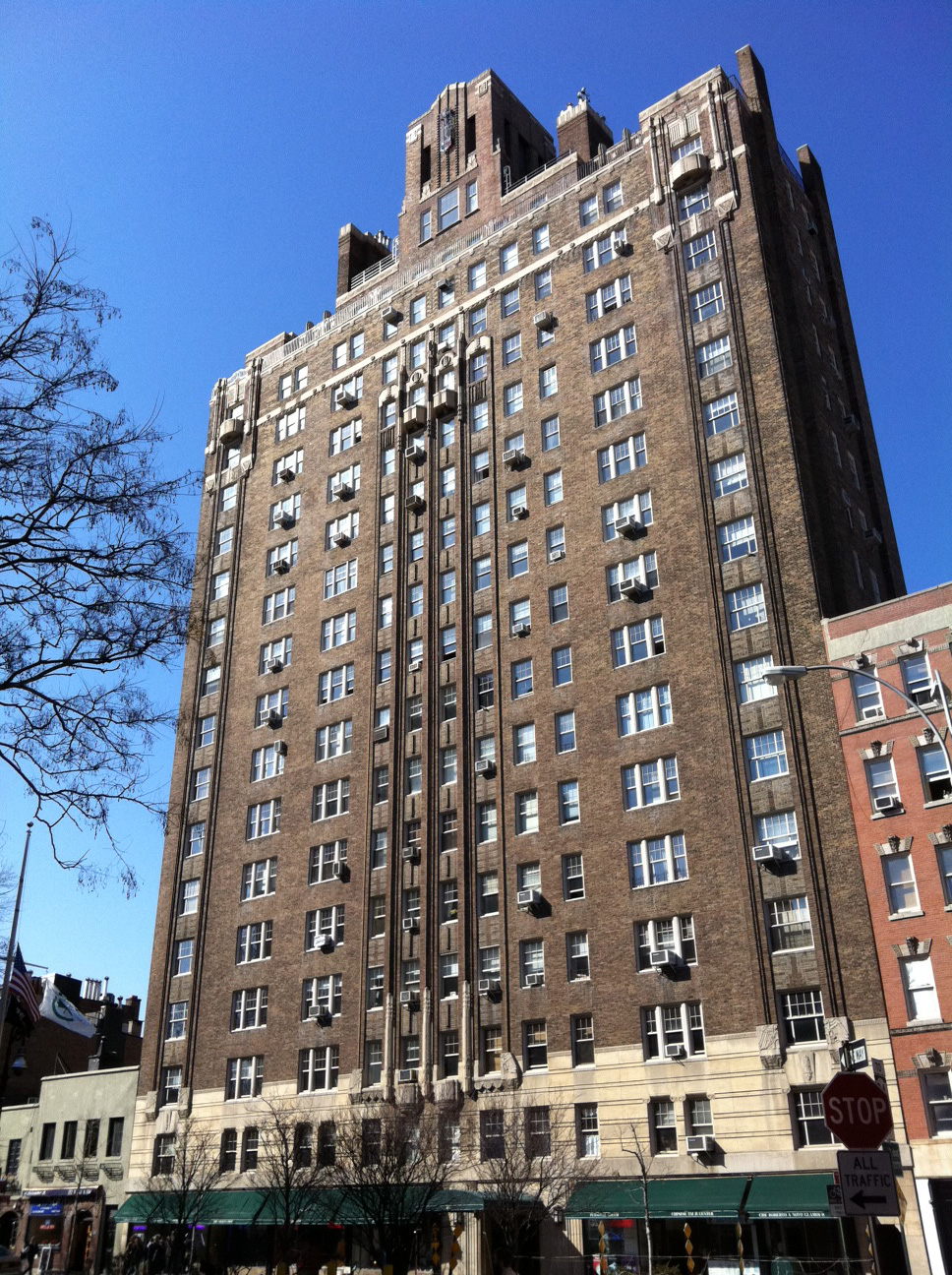
Christopher Street 45, 1938 zeitweise Wohnhaus der Adornos

Horkheimers Einladung folgend, siedelte Adorno mit seiner Frau im Februar 1938 in die USA über und emigrierte damit aus dem Dritten Reich. Seinen Eltern, die bei den antijüdischen Ausschreitungen während der Novemberpogrome 1938 misshandelt und verhaftet worden waren, gelang im Jahr darauf die Ausreise nach Havanna. Nachdem die Adornos in den ersten Wochen eine provisorische Wohnung in Greenwich Village (New York City) bezogen hatten, mieteten sie ein Apartment unweit der Columbia University, die dem Institut für Sozialforschung (nunmehr unter dem Namen Institute of Social Research) ein Gebäude zur Verfügung gestellt hatte. Das Paar richtete sich hier mit den aus Deutschland verschifften Möbeln ein und hatte von Anfang an keinen Mangel an privaten Kontakten und Beziehungen.
Gleich nach seiner Ankunft wurde Adorno Mitarbeiter des Princeton Radio Research Projects, eines von dem österreichischen Soziologen Paul Felix Lazarsfeld geleiteten größeren Forschungsvorhabens. Adorno wurde die Durchführung eines Teilprojekts für den Bereich der Musik übertragen, die für ihn eine gänzlich ungewohnte und aufreibende Tätigkeit bedeutete. Während er seine Arbeit zur Hälfte dem empirischen Projekt widmete, war er zur anderen Hälfte als nunmehr offizieller Mitarbeiter an Horkheimers Institute of Social Research tätig (GS 10/2: 705) und neben Leo Löwenthal für die redaktionelle Arbeit an der Zeitschrift für Sozialforschung verantwortlich. Überdies beteiligte er sich an den Seminaren, Vorträgen und internen Diskussionen über den Charakter des Nationalsozialismus.
Da Adorno auf seiner kritischen Einstellung gegenüber dem administrative research beharrte, kam es zu einem „anhaltenden Disput zwischen dem Musiktheoretiker und dem Sozialforscher“, der schließlich dazu führte, dass Lazarsfeld die Zusammenarbeit nach zwei Jahren beendete.
Horkheimer, der Adorno nach seinem Ausscheiden aus dem Radio-Projekt eine volle Institutsstelle zugesagt hatte, suchte in dieser Zeit die engere Zusammenarbeit mit ihm. Er hatte ihn als Mitarbeiter an dem schon länger geplanten Buch über „dialektische Logik“, das die Selbstzerstörung der Vernunft zum Thema haben sollte, vorgesehen. Ab Herbst 1939 fanden zwischen beiden Gespräche statt, die Gretel Adorno teilweise protokollierte. Zeitweilig war auch Herbert Marcuse, der damalige „hauptamtliche Philosoph des Instituts“, mit dem Horkheimer in New York an einer materialistischen Kritik des Idealismus arbeitete, ebenfalls für die Mitarbeit vorgesehen. Da Horkheimer keineswegs mit letzter Deutlichkeit ausgeschlossen hatte, ihn an dem Dialektik-Buch zu beteiligen, war Adorno, „nicht frei von Eifersucht, […] alles dran gelegen, mit Horkheimer exklusiv das Buch zu schreiben“. Bereits im Mai 1935 hatte Adorno aus Oxford an Horkheimer über Marcuse geschrieben, es mache ihn traurig, dass „Sie philosophisch unmittelbar mit einem Mann arbeiten, den ich schließlich für einen durch Judentum verhinderten Faszisten halte“.
Horkheimer und seine Frau Maidon siedelten 1940, vorwiegend aus gesundheitlichen Gründen – vor allem Maidon litt unter dem New Yorker Klima –, nach Los Angeles über und bezogen in Pacific Palisades einen eigens für sie gebauten Bungalow. Die Adornos zogen im November 1941 nach und dort in ein gemietetes Haus ein. Beide wohnten in unmittelbarer Nähe und zudem in Nachbarschaft einer Kolonie deutscher und österreichischer Emigranten, wie Berthold und Salka Viertel, Thomas und Katia Mann, Hanns Eisler, Bertolt Brecht und Helene Weigel, Max Reinhardt, Arnold Schönberg und vielen anderen. Die meisten von ihnen waren gekommen, weil sie sich Aufträge von der Filmindustrie in Hollywood erhofften.
Anfang 1942 begannen Adorno und Horkheimer mit der Arbeit an dem Buch, das später den Titel Dialektik der Aufklärung tragen sollte. Mit ihm entstand als Gemeinschaftsarbeit beider, unter Mithilfe von Adornos Frau Gretel, das Hauptwerk der Kritischen Theorie, das erstmals 1944 im Herstellungsverfahren der Mimeographie unter dem Titel Philosophische Fragmente mit der Widmung „Friedrich Pollock zum 50. Geburtstag“ im Verlag des New York Institute of Social Research erschien und in seiner endgültigen Form 1947 im Amsterdamer Querido Verlag veröffentlicht wurde.
Angesichts des an den Juden und anderen Bevölkerungsgruppen verübten Massenmords legten die beiden Autoren eine Geschichtsphilosophie der Gesellschaft nach Auschwitz vor, die eine grundsätzliche Kritik der Aufklärung darstellte, deren Fortschrittsoptimismus obsolet geworden sei. Programmatisch heißt es gleich auf der ersten Seite, es gehe um „die Erkenntnis, warum die Menschheit, anstatt in einen wahrhaft menschlichen Zustand einzutreten, in eine neue Art von Barbarei versinkt“ (GS 3: 11). Dies zu erklären, setzte das Buch mit der dialektischen These einer Verschränkung von Vernunft und Mythos, von Natur und Rationalität ein. Die Vernunftkritik erfolgte aus einer katastrophischen Perspektive.
Über das Ende des nationalsozialistischen Regimes und Hitlers Tod äußerte Adorno sich in privaten Briefen an seine Eltern (1. Mai 1945) und an Horkheimer (9. Mai 1945) mit einer Mischung aus Gefühlen von Freude, Trauer und Sarkasmus.
Hartmut Scheible bezeichnet die Jahre in Kalifornien als die fruchtbarsten in Adornos Leben. Hier entstanden neben der Dialektik der Aufklärung die Minima Moralia und die Philosophie der neuen Musik. Für Rolf Wiggershaus stellten die Minima Moralia „so etwas wie die aphoristische Fortsetzung“ der Dialektik der Aufklärung dar.
In diese Jahre fällt auch die Zusammenarbeit mit Thomas Mann, der für seinen Roman Doktor Faustus zahlreiche Anregungen aus Adornos Manuskript zur Philosophie der neuen Musik bezog, insbesondere aus dem ersten Teil über Schönberg. Im September 1943 hatte Thomas Mann Adorno in sein Haus am San Remo Drive eingeladen und aus dem achten Kapitel vorgelesen. Adornos Einwände und Ergänzungsvorschläge, die er „zunächst spontan, dann in schriftlicher Form machte, hat der Autor für die ersten Kapitel seines Romans […] weitgehend berücksichtigt“. Er verdankte Adorno als dem intimen Kenner der Musik-Avantgarde wichtige Auskünfte zu musikphilosophischen und kompositionstechnischen Fragen. Bis ins kleinste musikalische Detail profitierte Thomas Mann sowohl in Gesprächen anlässlich mehrerer wechselseitiger Einladungen beider Familien, als auch durch die Korrespondenz von der Expertise eines „so erstaunlichen Kenners“ (Mann über Adorno). Mann bedankte sich für diese Zusammenarbeit mit einer Anspielung auf Adorno im Roman. Dort wird das „d-g-g-“-Thema des zweiten Satzes von Beethovens Sonate op. 111 (Arietta) unter anderem mit dem Wort „Wiesengrund“ unterlegt. Die Ähnlichkeit, die laut Hans Mayer der als Musikkritiker figurierende Teufel mit Adorno haben soll, nennt Thomas Mann „ganz absurd“.
Hanns Eisler, mit dem Adorno seit 1925 befreundet war und der nur ein paar Straßen weiter wohnte, trat im Dezember 1942 an Adorno mit dem Vorschlag heran, zusammen ein Buch über Filmmusik zu schreiben. Das 1944 auf Deutsch abgeschlossene Buch erschien erst 1949 unter dem Titel Composing for the Films auf Englisch, mit Eisler als alleinigem Autor. Adorno, der in einem Brief an seine Mutter beanspruchte, 90 Prozent des Textes verfasst zu haben, war als Co-Autor zurückgetreten, weil Eisler, ein Anhänger des Sowjetmarxismus, vor das Committee of Un-American Activities zitiert worden war und Adorno nicht „Märtyrer einer Sache“ werden wollte, „die nicht die meine war und nicht die meine ist“ (GS 15: 144), wie er 1969 im Nachwort zum Erstdruck der Originalfassung rückblickend sich rechtfertigte.
Nachdem Anfang 1944 das Manuskript des Dialektik-Buchs – zunächst noch mit Philosophische Fragmente betitelt – abgeschlossen worden war, begann Adorno, an dem gemeinsam von der University of Berkeley und dem Institute of Social Research betriebenen, großangelegten Forschungsprojekt zum Thema Antisemitismus mitzuwirken.
Seine letzte Tätigkeit in den USA trat er im Oktober 1952 als Forschungsdirektor der Hacker Psychiatric Foundation an und befasste sich in dieser Eigenschaft mit inhaltsanalytischen Untersuchungen über Zeitungshoroskope und Fernsehserien. Nachdem er mit dem Aggressionsforscher Friedrich Hacker in konfliktreiche Auseinandersetzungen geraten war, kündigte er seine Stellung und kehrte im August 1953 nach Deutschland zurück.
So kritisch der Emigrant Adorno auch die in den USA beobachtete konformistische Gleichschaltung, die konsequente „Hereinziehung der Kulturprodukte in die Warensphäre“ beurteilte, ja, das Schreckbild einer möglichen Konvergenz des „europäischen Faschismus und der amerikanischen Unterhaltungsindustrie“ heraufziehen sah, behielt er als „existentielle Dankespflicht“ im Gedächtnis, dass er den USA seine „Rettung vor der nationalsozialistischen Verfolgung“ zu verdanken hatte.

### Späte Frankfurter Jahre (1949–1969)

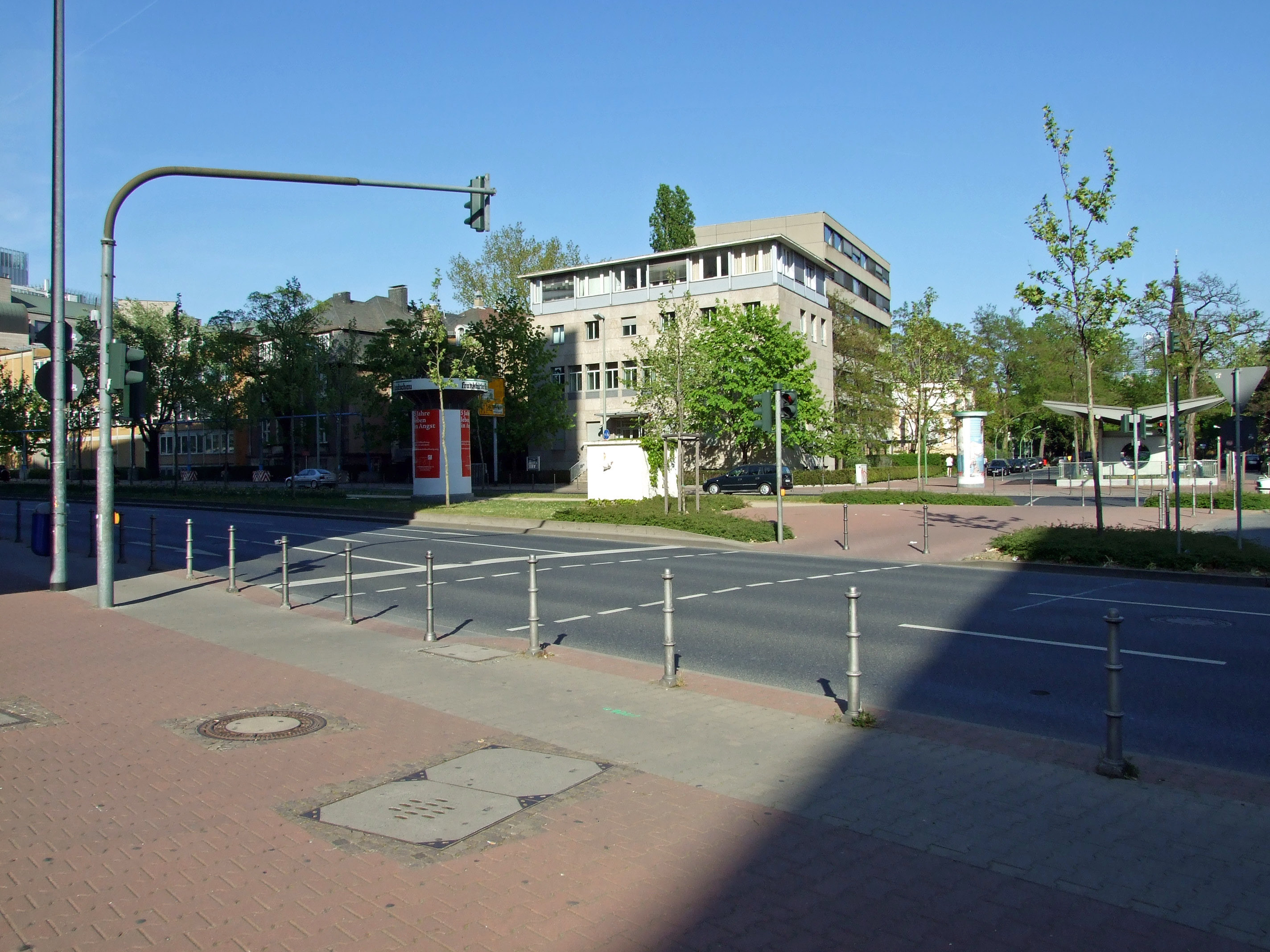
Institut für Sozialforschung und „Adorno-Ampel“ an der Senckenberganlage in Frankfurt am Main. Adorno hatte sich seit 1962 für den Bau einer Ampel an der vielbefahrenen Straße zwischen dem Institut und dem Universitätscampus in Frankfurt-Bockenheim eingesetzt; allerdings wurde die Ampel erst 1987 installiert.

Im Oktober 1949 kehrte Adorno erstmals aus den USA wieder nach Deutschland zurück. Unmittelbarer Grund war die Vertretung Horkheimers an der Frankfurter Universität, die Horkheimer bereits 1949 wieder zum ordentlichen Professor, diesmal für Philosophie und Soziologie, berufen hatte. Nach wechselnden Aufenthalten in Deutschland und den USA kehrte Adorno im August 1953 endgültig nach Deutschland zurück, wo ihn die Frankfurter Universität vom außerplanmäßigen (1950) zum planmäßigen außerordentlichen Professor (1953) und schließlich 1956 zum ordentlichen Professor für Philosophie und Soziologie ernannte.
Adornos Motivation zur Rückkehr nach Deutschland war nach eigener Aussage subjektiv durch Heimweh und objektiv durch die Sprache bestimmt. Er war auf die deutsche Sprache angewiesen, die für ihn eine „besondere Verwandtschaft zur Philosophie“ habe. Sein Denken „ließ sich nicht von der deutschen Sprache lösen“. Als Wissenschaftler war er zurückgekommen, um an seiner Heimatuniversität an die ihm 1933 entzogene Privatdozentur für Philosophie anzuknüpfen. Er wurde aber bald als Repräsentant einer anderen Disziplin, der Soziologie, bekannt, für die er während seiner Emigrationsjahre vielfältige Qualifikationen erworben hatte. Über die frühen Erfahrungen, die Adorno im besiegten Deutschland machte, äußerte er sich einerseits sehr kritisch: Man treffe so gut wie keine Nationalsozialisten, keiner wolle es gewesen sein und man habe von allem nichts gewusst, andererseits lobte er an den Studenten eine „leidenschaftliche Teilnahme“. Mit der Dichterin Marie Luise Kaschnitz schloss er Freundschaft; eine enge Zusammenarbeit entstand mit den beiden Herausgebern der Frankfurter Hefte, Walter Dirks und Eugen Kogon.
Von den alten Institutsmitarbeitern war außer Horkheimer und Adorno nur noch Friedrich Pollock nach Frankfurt zurückgekehrt; Fromm, Löwenthal, Marcuse, Franz Neumann und Karl August Wittfogel zogen es vor, in den USA ihre akademische Karrieren fortzusetzen. Für das am 14. November 1951 in einem neuen Gebäude wiedereröffnete Institut für Sozialforschung war Adorno von Anfang an als stellvertretender Direktor mitverantwortlich. Das Institut war die erste akademische Einrichtung, die ein Soziologiestudium im Deutschland der Nachkriegszeit ermöglichte.
Nach dem Rückzug Horkheimers nach Montagnola in der Schweiz ruhte die Hauptarbeit faktisch auf Adornos Schultern. 1958 übernahm er offiziell die Leitung des Instituts. In seiner Frau Margarete fand er eine „wesentliche Stütze seines Schaffens“ und eine aktive Mitarbeiterin. Gemeinsam mit ihm betrat sie morgens das Institut und verließ es abends mit ihm. In ihrem eigenen Büro redigierte sie penibel alle Texte Adornos vor der Drucklegung. Selten verpasste sie eine seiner Vorlesungen. Den Studenten stand sie als „Beichtmutter“ und Vermittlerin zum „Übervater“ bei. Dass ihre Ehe kinderlos blieb, war eine von beiden bewusst getroffene Entscheidung, die sie den ungewissen Zeitumständen und Zukunftsperspektiven zuschrieben.
Die wissenschaftliche Produktivität, die Adorno in den USA auf dem Gebiet der Sozialforschung entfaltet hatte, trug dazu bei, dass er in Deutschland in den 1950er und 1960er Jahren als einer der wichtigsten Vertreter der deutschen Soziologie anerkannt wurde. Nachdem 1955 Ludwig von Friedeburg als der für die empirischen Forschungsprojekte verantwortliche neue Abteilungsleiter des Instituts eingestellt worden war, zog sich Adorno allmählich aus der empirischen Forschung zurück, wiewohl er sich in der Folgezeit weiterhin zum Verhältnis von theoretischer Reflexion und empirischer Forschung zu Wort meldete. Seine Skepsis steigerte sich zur Polarisierung im sogenannten Positivismusstreit, der 1961 mit einem Referat von Karl Popper und dem Koreferat Adornos zur „Logik der Sozialwissenschaften“ auf einer Tübinger Arbeitstagung der Deutschen Gesellschaft für Soziologie begonnen hatte und an dessen weiterem Verlauf sich Ralf Dahrendorf, Jürgen Habermas und Hans Albert beteiligten.
Von 1962 bis 1969 hatte Adorno eine Affäre mit der Münchnerin Arlette Pielmann, die ihn regelmäßig in Frankfurt besuchte. Adornos Ehefrau Gretel wusste darüber Bescheid und duldete dies, ohne es zu billigen.
Von 1963 bis 1967 amtierte Adorno als Vorsitzender der Deutschen Gesellschaft für Soziologie und zeichnete für den 16. Deutschen Soziologentag verantwortlich, der unter dem Titel Spätkapitalismus oder Industriegesellschaft 1968 in Frankfurt am Main veranstaltet wurde. Der Zeitpunkt fiel mit dem Höhepunkt der Studentenbewegung zusammen. Die Vortragenden und Diskutanten auf den Podien reagierten meist gelassen auf wiederholte Störungen, Unterbrechungen und andere Regelverletzungen der Studenten.
Neben seiner Tätigkeit als Universitätslehrer und als Direktor des Frankfurter Instituts für Sozialforschung verfasste Adorno bedeutende philosophische Schriften. Bereits 1951 war die aus der Emigration mitgebrachte und erweiterte Sammlung von Aphorismen: Minima Moralia erschienen, die er Max Horkheimer gewidmet hatte. Das mehr als 100.000-mal verkaufte Buch enthält die berühmt gewordene Sentenz „Es gibt kein richtiges Leben im falschen“ (GS 4: 43). Das 1956 publizierte Werk über Husserl, Zur Metakritik der Erkenntnistheorie, ging in Teilen noch auf die Oxforder Studien zurück. Sein philosophisches Hauptwerk ist die Negative Dialektik, die Adorno selbst als „Antisystem“ (GS 6: 10) charakterisierte (erschienen erstmals 1966).
Am westdeutschen Musikleben der Nachkriegszeit nahm Adorno durch seine musikphilosophischen und musiksoziologischen Veröffentlichungen teil, wie mit der schon in der Emigration entstandenen Philosophie der neuen Musik (1949), den Monographien über Richard Wagner (1952), Gustav Mahler (1960) und Alban Berg (1968) sowie der Einleitung in die Musiksoziologie (1962), aber auch als Musiklehrer im Rahmen der bis in die späten 1960er Jahre im jährlichen Turnus stattfindenden Internationalen Ferienkurse für Neue Musik in Darmstadt, an denen er zwischen 1950 und 1966 als Referent und Kursleiter nahezu regelmäßig teilnahm.
Außer der Musik war es die Literatur, die Adornos ästhetisches Denken beflügelte; seine philosophischen Ansichten zu dieser Kunstgattung legte er in zahlreichen Aufsätzen nieder, die in den vier Bänden der Noten zur Literatur zusammengefasst sind (GS 11). Mit Schriftstellern wie Ingeborg Bachmann, Alexander Kluge und Hans Magnus Enzensberger pflegte er freundschaftliche Beziehungen. Er entwickelte eine starke Präsenz in den Medien, die ihn zum gefragten Kenner und Diskutanten nicht nur auf den Gebieten der Philosophie und Soziologie, sondern auch der Musiktheorie und Literaturkritik machte. In den letzten Lebensjahren arbeitete er an seiner posthum erschienenen Ästhetik.
Adorno war ein geschätzter Hochschullehrer. Seit dem Ende der 1950er Jahre strömten Studenten aller Fachrichtungen in seine Vorlesungen, welche im größten Hörsaal der Universität stattfanden. Sein sich auf wenige Notizen stützender, in nuancierter Diktion frei formulierter Vortrag schlug viele in seinen Bann.
Die letzten Jahre Adornos standen ganz im Zeichen von Konflikten mit seinen Studenten. Als sich aus der außerparlamentarischen Opposition (APO) gegen die von der Großen Koalition aus CDU/CSU und SPD gebildete Regierung und deren geplante Notstandsgesetze wie auch gegen den Vietnamkrieg eine neuartige Studentenbewegung mit dem SDS an der Spitze bildete, verschärften sich die Spannungen. Während Adorno sich den entschiedenen Kritikern dieser Gesetze anschloss und mit ihnen öffentlich auf einer Veranstaltung des Aktionskomitees Demokratie im Notstand am 28. Mai 1968 Stellung bezog, hielt er Distanz zum studentischen Aktionismus.
Es waren Schüler Adornos, die den Geist der Revolte repräsentierten und „praktische Konsequenzen“ aus der Kritischen Theorie zu ziehen versuchten. Als der Polizist Karl-Heinz Kurras bei der Demonstration am 2. Juni 1967 in West-Berlin gegen den Schah den Studenten Benno Ohnesorg erschoss, begann sich die APO zu radikalisieren. Unmittelbar nach dem Tod Ohnesorgs hatte Adorno vor Beginn seiner Ästhetik-Vorlesung seine „Sympathie für den Studenten“ ausgesprochen, „dessen Schicksal […] in gar keinem Verhältnis zu seiner Teilnahme an einer politischen Demonstration steht“. Die Köpfe der Frankfurter Schule hatten zwar Sympathie mit den studentischen Kritikern und deren Protesten gegen restaurative Tendenzen und „technokratische Hochschulreform“, waren aber nicht bereit, deren aktionistisches Vorgehen zu unterstützen; als „Pseudo-Aktivität“ und „Ungeduld gegenüber der Theorie“ bezeichnete Adorno es 1969 in seinem Rundfunkvortrag Resignation (GS 10/2 756 f.).
Zum Verhältnis von Theorie und Praxis äußerte sich Adorno in einem längeren Spiegel-Interview im Mai 1969: „Ich habe neulich in einem Fernsehinterview gesagt, ich hätte zwar ein theoretisches Modell aufgestellt, hätte aber nicht ahnen können, dass Leute es mit Molotow-Cocktails verwirklichen wollen. […] Seitdem es in Berlin 1967 zum erstenmal zu einem Zirkus gegen mich gekommen ist, haben bestimmte Gruppen von Studenten immer wieder versucht, mich zur Solidarität zu zwingen, und praktische Aktionen von mir verlangt. Das habe ich verweigert.“
Die Studenten agierten zunehmend gegen ihre einstigen Vorbilder, beschimpften sie in einem Flugblatt gar als „Büttel des autoritären Staates“. Adornos Vorlesungen wurden wiederholt von studentischen Aktivisten gesprengt, besonders spektakulär war eine Aktion (in den Medien zum sogenannten Busenattentat stilisiert) im April 1969, als Hannah Weitemeier und zwei andere Studentinnen Adorno mit entblößten Brüsten auf dem Podium bedrängten und ihn mit Rosen- und Tulpenblüten bestreuten. „Das Gefühl, mit einem Mal als Reaktionär angegriffen zu werden, hat immerhin etwas Überraschendes“, schrieb Adorno an Samuel Beckett. Andererseits wurden Adorno und Horkheimer von der politischen Rechten vorgeworfen, sie seien die geistigen Urheber der studentischen Gewalt.

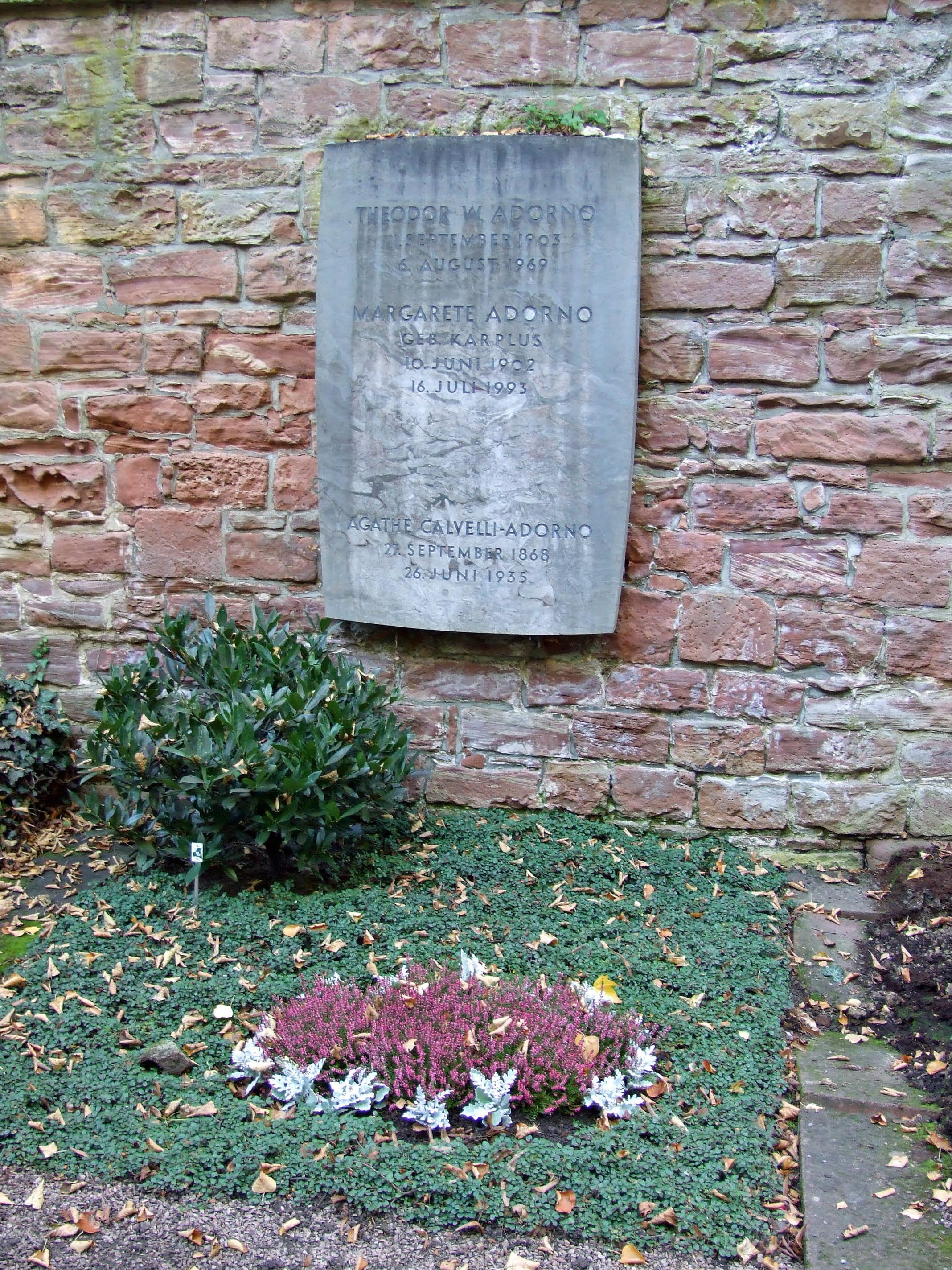
Adornos Grab (2007)

1969 sah Adorno sich gezwungen, seine Vorlesungen einzustellen. Als am 31. Januar 1969 Studenten in das Institut für Sozialforschung eingedrungen waren, um kategorisch eine sofortige Diskussion über die politische Situation durchzusetzen, riefen die Institutsdirektoren – Adorno und Ludwig von Friedeburg – die Polizei und zeigten die Besetzer an. Adorno, der immer ein Gegner des Polizei- und Überwachungsstaats gewesen war, litt unter diesem Bruch seines Selbstverständnisses. Er musste als Zeuge vor dem Frankfurter Landgericht gegen Hans-Jürgen Krahl, einen seiner begabtesten Schüler, aussagen. Adorno äußerte sich dazu in einem Brief an Alexander Kluge: „Ich sehe nicht ein, warum ich mich zum Märtyrer des Herrn Krahl machen soll, von dem ich mir doch ausdachte, daß er mir ein Messer an die Kehle setzt, um mir diese durchzuschneiden, und auf meinen gelinden Protest erwidert: Aber Herr Professor, das dürfen Sie doch nicht personalisieren“.
Ab Februar 1969 bis zu Adornos Tod trugen Adorno und Herbert Marcuse in einem intensiven Briefwechsel einen Dissens aus, von dem Adorno in einem Brief an Horkheimer bereits befürchtete, er könnte einen „Bruch zwischen ihm und uns“ herbeiführen. Marcuse kritisierte Adornos Praxis-Abstinenz ebenso wie Habermas’ Vorwurf des „linken Faschismus“ gegenüber den rebellierenden Studenten sowie die polizeiliche Räumung des besetzten Instituts. Adorno verteidigte Habermas’ Vorwurf. Auch er sah jetzt Tendenzen, die „mit dem Faschismus unmittelbar konvergieren“, und nahm, wie er Marcuse schrieb, „die Gefahr des Umschlags der Studentenbewegung in Faschismus viel schwerer als Du“.
Am Tag nach der Gerichtsverhandlung gegen Krahl fuhr er mit seiner Frau in den üblichen Sommerurlaub in die Schweizer Berge. Statt des gewohnten Urlaubs in Sils Maria fuhren sie erstmals nach Zermatt (1600 m. ü. M.). Ungenügend akklimatisiert, fuhr er mit einer Seilbahn auf fast 3000 m. ü. M. und wanderte dann zur Gandegghütte (3030 m. ü. M.). Weil er Probleme mit seinem Bergschuh hatte, ließ er sich anschließend nach Visp (660 M. ü. M.) zu einem Schuhmacher fahren. Als er Herzbeschwerden bekam, wurde er ins Visper Krankenhaus St. Maria gebracht. Dort erlag er am Morgen des 6. Augusts 1969 einem Herzinfarkt.
Adornos Grab befindet sich auf dem Frankfurter Hauptfriedhof.

## Einflüsse auf das Werk
Als besonders bedeutsame Einflüsse für das Denken Adornos lassen sich Immanuel Kant, Georg Wilhelm Friedrich Hegel, Karl Marx und Sigmund Freud anführen. Die „Großtheorien“ von Hegel, Marx und Freud übten auf viele linke Intellektuelle in der ersten Hälfte des 20. Jahrhunderts, wie auch auf einen Großteil der Theoretiker der Frankfurter Schule, eine große Faszination aus. Mit kritischem Unterton spricht Lorenz Jäger in seiner „politischen Biographie“ dabei von Adornos „Achillesferse“, das heißt dessen „fast unbegrenzte[m] Vertrauen auf fertige Lehren, auf den Marxismus, die Psychoanalyse, die Lehren der Zweiten Wiener Schule“. Indessen vertraute Adorno dem Marxismus ebenso wenig unverändert wie der Hegel’schen spekulativen Dialektik. Die Zweite Wiener Schule freilich blieb in seinem Wirken als Musikkritiker und Komponist der Leitstern.

### Hegel

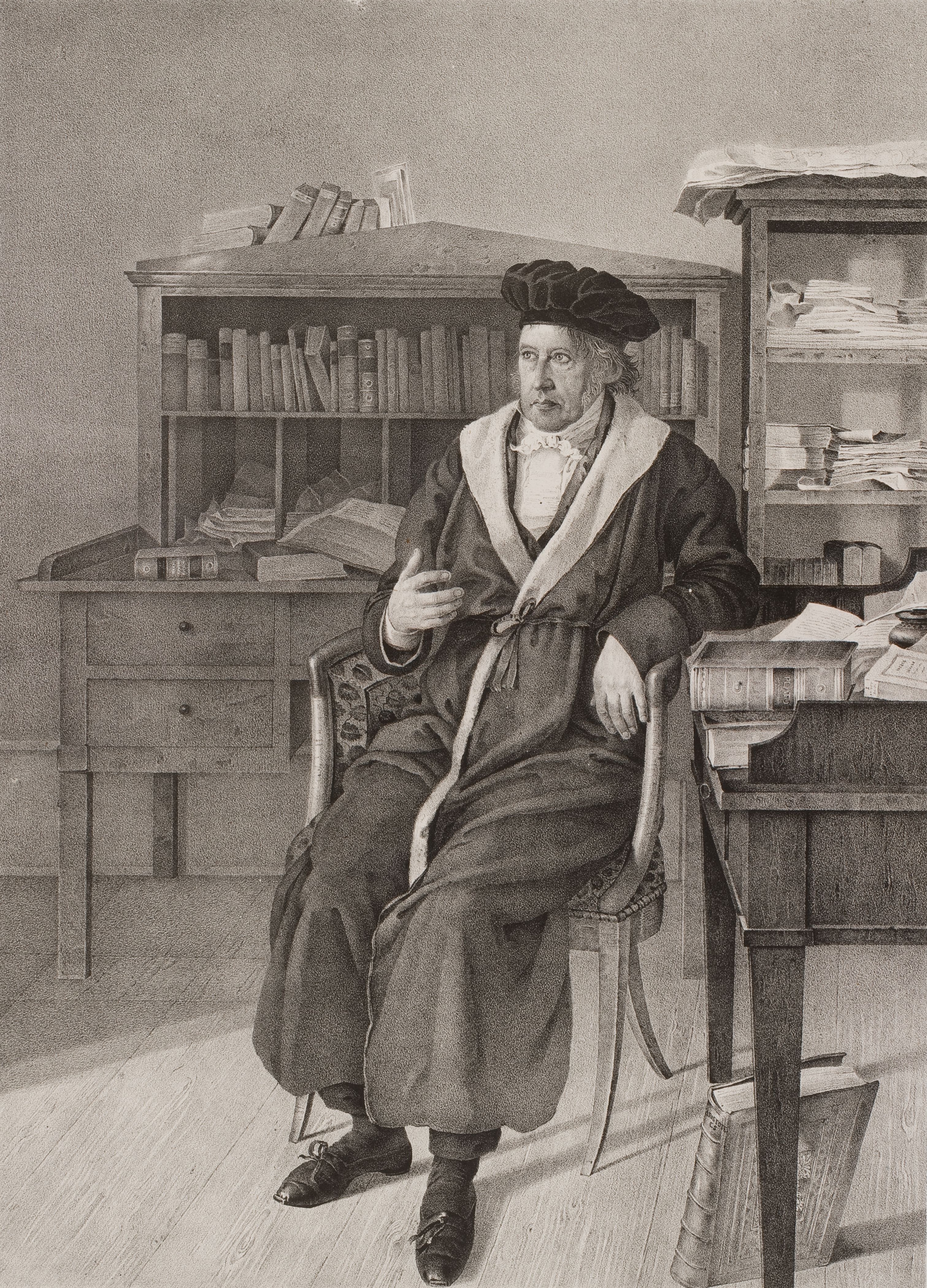
Georg Wilhelm Friedrich Hegel

Adornos Aneignung der Hegel’schen Philosophie lässt sich mindestens bis zu seiner Antrittsvorlesung von 1931 zurückverfolgen; in ihr postulierte er: „Einzig dialektisch scheint mir philosophische Deutung möglich“ (GS 1: 338). Hegel lehne es ab, die philosophische Methode von ihrem Inhalt, den Gegenständen, zu trennen, da Denken immer schon Denken von etwas ist, sodass Dialektik „die begriffene Bewegung des Gegenstands selbst“ ist. Der Argumentation der Phänomenologie des Geistes folgend, könne der wissenschaftliche Standpunkt weder als selbstverständlich vorausgesetzt, noch als losgelöst von den Gegenständen betrachtet werden.
Eine wichtige Rolle für Adornos Philosophie und Gesellschaftskritik nimmt dabei eine der Hegelschen Grundkategorien ein – die bestimmte Negation. Allerdings erhält diese Kategorie bei Adorno nun eine neue, kritische Funktion: Hatte Hegel als bestimmte Negation das Charakteristikum der Entwicklung und des Fortschreitens des Bewusstseins beschrieben, wobei dem Philosophen selbst nichts als „das reine Zusehen“ bleibe, so wird die bestimmte Negation bei Adorno zu einer Form der immanenten Kritik umgedeutet. Dies dient Adorno nicht nur zur radikalen Kritik der gesellschaftlichen Verhältnisse, sondern beinhaltet letztlich sogar ein Festhalten an Metaphysik als „Konstellation“. (GS 6: 399) Die Vorgehensweise der bestimmten Negation durchzieht nicht zuletzt einen Großteil der materialen Arbeiten Adornos, so etwa die Dialektik der Aufklärung und die Minima Moralia.
Seine Drei Studien zu Hegel verstand Adorno als „Vorbereitung eines veränderten Begriffs von Dialektik“; sie hören dort auf, „wo erst zu beginnen wäre“ (GS 5: 249 f.). Dieser Aufgabe widmete sich Adorno in einem seiner späteren Hauptwerke, der Negativen Dialektik (1966). Der Titel dieses ‚Programms‘ bringt, wie Tilo Wesche es ausdrückt, „Tradition und Rebellion gleichermaßen zum Ausdruck“. Tradition einerseits, da Adorno Dialektik, wie sie von Hegel als werdender Vermittlungsprozess neu gedacht und entfaltet wurde, aufgreift. Rebellion andererseits, insofern Adorno unter dem Vorbehalt des Negativen (auch: des „Nichtidentischen“) Hegels spekulative Dialektik angreift (siehe dazu weiter unten).
Speziell kritisiert Adorno an Hegel dessen Übergang von der Dialektik zur spekulativen Vernunft. Als Bedingung für das Funktionieren von Hegels geschichtlichem System werde dabei das Moment „des Nichtaufgehenden“ mithilfe eines „Münchhausenkunststücks“ der Vernunft weggeschafft. (GS 5: 375) Dafür müsse sich das „zum absoluten [Geist, d. V.] sich stilisierende Subjekt“ (GS 6: 187) jedoch selbst betrügen, also letztlich Realitätsverleugnung betreiben. Denn: „Vermittlung des Subjekts [bedeutet], daß es ohne das Moment der Objektivität buchstäblich nichts wäre.“ (GS 6: 187) Insofern verfolgt Adorno die Absicht, Dialektik – welche bei Hegel zwar mehr als der Verstand, jedoch weniger als die spekulative Vernunft geleistet habe – als Schlüsselmoment für Philosophie wiederzugewinnen.

### Karl Marx
Die Marx’sche Kritik der politischen Ökonomie gehört zum Hintergrundverständnis des Adorno’schen Denkens, freilich – nach Jürgen Habermas – als „verschwiegene Orthodoxie, deren Kategorien […] sich in der kulturkritischen Anwendung [verraten], ohne als solche ausgewiesen zu werden“. Seine Marx-Rezeption erfolgte zunächst vermittelt durch Georg Lukács’ einflussreiche Schrift Geschichte und Klassenbewußtsein; von ihm übernahm Adorno die marxistischen Kategorien des Warenfetischs und der Verdinglichung. Sie stehen in enger Verbindung zum Begriff des Tauschs, der wiederum im Zentrum von Adornos Philosophie steht und erkenntnistheoretisch weit über die Ökonomie hinausweist. Unschwer ist die entfaltete „Tauschgesellschaft“ mit ihrem „unersättlichen und destruktiven Expansionsprinzip“ (GS 5: 274) als die kapitalistische zu dechiffrieren. Neben dem Tauschwert nimmt der Marx’sche Ideologiebegriff in seinem gesamten Werk einen prominenten Stellenwert ein.
Auch der Klassenbegriff, den Adorno eher selten benutzte, hat seinen Ursprung in der Marx’schen Theorie. Zwei Texte Adornos beziehen sich explizit auf den Klassenbegriff: Der eine ist das Unterkapitel Klassen und Schichten aus der Einleitung in die Musiksoziologie, der andere ein unveröffentlichter Aufsatz aus dem Jahre 1942 mit dem Titel Reflexionen zur Klassentheorie, der erstmals posthum in den Gesammelten Schriften veröffentlicht wurde (GS 8: 373–391).

### Sigmund Freud
Die Psychoanalyse ist ein konstitutives Element der Kritischen Theorie. Zwar hat Adorno, im Gegensatz zu Horkheimer, sich nie der praktischen Erfahrung einer Psychoanalyse unterzogen, aber schon früh das Werk Sigmund Freuds rezipiert. Seine Freud-Lektüre reicht in die Zeit seiner Arbeit an der ersten (zurückgezogenen) Habilitationsschrift – Der Begriff des Unbewußten in der transzendentalen Seelenlehre – von 1927 zurück. Darin vertrat Adorno die These, „daß die Heilung aller Neurosen gleichbedeutend ist mit der vollständigen Erkenntnis des Sinns ihrer Symptome durch den Kranken“ (GS 1: 236). In dem Aufsatz Zum Verhältnis von Soziologie und Psychologie (1955) begründete er als Notwendigkeit, „angesichts des Faschismus“ die „Theorie der Gesellschaft durch Psychologie, zumal analytisch orientierte Sozialpsychologie zu ergänzen“. Um den Zusammenhalt der repressiven, gegen die Interessen der Menschen gerichteten Gesellschaft erklären zu können, bedürfe es der Erforschung der in den Massen vorherrschenden Triebstrukturen (GS 8: 42).
Adorno blieb immer Anhänger und Verteidiger der orthodoxen Freud’schen Lehre, der „Psychoanalyse in ihrer strengen Gestalt“. Aus dieser Position heraus hat er schon früh Erich Fromm und später Karen Horney wegen ihres Revisionismus angegriffen (GS 8: 20 ff.). Vorbehalte äußerte er sowohl gegen eine Soziologisierung der Psychoanalyse als auch gegen ihre Reduzierung auf ein therapeutisches Verfahren. Der Freud-Rezeption verdankte Adorno zentrale analytische Begriffe wie Narzissmus, Ich-Schwäche, Lust- und Realitätsprinzip. Freuds Schriften Das Unbehagen in der Kultur und Massenpsychologie und Ich-Analyse waren ihm wichtige Referenzquellen. Der „genialen und viel zu wenig bekannten Spätschrift über das Unbehagen in der Kultur“ (GS 20/1: 144) wünschte er „die allerweiteste Verbreitung gerade im Zusammenhang mit Auschwitz“; zeige sie doch, dass mit der permanenten Versagung, welche die Zivilisation auferlege, „im Zivilisationsprinzip selbst die Barbarei angelegt ist“ (GS 10/2: 674).

### Rezeption weiterer Autoren
Am dänischen Philosophen und Vorläufer der Existenzphilosophie Søren Kierkegaard schätzte Adorno dessen Kritik an Hegels Geringschätzung des Individuums, das hinter dem objektiven Geist verschwindet. Sie hat Adornos Blick auf Hegels Dialektik geschärft und nachhaltig beeinflusst. Viele später ausformulierte philosophische Motive Adornos finden sich in seiner Kierkegaard-Schrift bereits angedeutet. Horkheimer charakterisierte sie als „unerhört schwierig“.
Adornos Auseinandersetzung mit Edmund Husserls Phänomenologie fand ihren Niederschlag in der Schrift Zur Metakritik der Erkenntnistheorie. Adorno hatte an dem Manuskript von 1934 bis Herbst 1937 in Oxford gearbeitet, ohne es abzuschließen. Nachdem in den folgenden Jahren einzelne Kapitel veröffentlicht worden waren, erschien das Werk erst 1956 als Monographie mit der Widmung „Für Max“. Das Buch gilt als „Solitär“, das keine größere Resonanz in der philosophischen Literatur fand, obwohl Adorno 1968 die Arbeit als das ihm nächst der Negativen Dialektik wichtigste seiner Bücher bezeichnete (GS 5: 386).
Als Antipode Heideggers, des führenden Vertreters der Fundamentalontologie, unterzog er im Jargon der Eigentlichkeit dessen Begrifflichkeit einer „ideologiekritischen Sprachanalyse“. Doch wusste er zu unterscheiden zwischen der substantiellen Philosophie Heideggers und der Plumpheit der „Imitatoren des existentiell-philosophischen Sprachgestus“. Auf die Nähe des Denkens Adornos, seine Überschneidungen mit der Philosophie Heideggers, wurde häufig verwiesen.

## Werk
Jan Philipp Reemtsma hat Adornos Publikationen zu den verschiedenen Themengebieten nach quantitativen Anteilen an seinen Gesammelten Schriften erfasst: Demnach entfallen auf im weitesten Sinne philosophische Fragen 2.600 Seiten, auf soziologische Themen 1.500 Seiten, auf literaturtheoretische bzw. -kritische rund 800 Seiten, auf die musikalischen Schriften hingegen mehr als 4.000 Seiten.

### Philosophie
Als Adornos philosophische Hauptwerke gelten heute vier sehr unterschiedliche Werke. Die in der Emigration gemeinsam mit Max Horkheimer verfasste Dialektik der Aufklärung. Philosophische Fragmente (1947) wird als zentraler Text der Frankfurter Schule angesehen und prägte den Begriff der Kulturindustrie. Ebenfalls in der Emigration entstanden die Minima Moralia. Reflexionen aus dem beschädigten Leben (1951), eine aphoristische „Diagnose einer global organisierten Unmündigkeit“. Selbst betrachtete Adorno die Negative Dialektik (1966) als sein Hauptwerk, eine philosophische Kritik des „identifizierenden Denkens“; der Titel war für ihn gleichbedeutend mit dem Konzept der Kritischen Theorie. Posthum erschien 1970 Adornos Ästhetische Theorie, die seine Philosophie der Kunst darstellt.
Albrecht Wellmer verweist auf die hohe Kontinuität des philosophischen Denkens Adornos von seiner frühen Frankfurter Antrittsvorlesung Die Aktualität der Philosophie (1931), in der er sein Konzept der Philosophie als „Deutungswissenschaft“ (GS 1: 334) begründete, bis hin zu seinen Spätwerken. Mit 28 Jahren hätten sich bei ihm bereits „alle entscheidenden Motive seines Denkens, gleichsam dessen Grundkonstellationen“ herausgebildet. Seine spätere reiche Produktion, auch die in der Musikphilosophie und Musiksoziologie, beruhe auf der Entfaltung dieser Grundkonstellationen.
Anders als Horkheimer, der wenige Monate zuvor in seiner programmatischen Antrittsrede bei der Übernahme des Direktorats des Instituts für Sozialforschung allein im interdisziplinären Zusammenwirken der Einzelwissenschaften das Ziel einer „Theorie der gegenwärtigen Gesellschaft als ganzer“ erreichbar sah, wies Adorno in der „dialektischen Kommunikation“ von Soziologie und Philosophie jener die Aufgabe zu, das empirische Material zu liefern, der Philosophie die Deutungsmuster zu generieren; Letzteres fasste er in das Bild: „Schlüssel zu konstruieren, vor denen die Wirklichkeit aufspringt“ (GS 1: 340). Erstmals wurde in der Antrittsvorlesung der Begriff der Totalität in Frage gestellt, die das Denken nicht zu begreifen vermöge; Philosophie müsse lernen, auf die Totalitätsfrage zu verzichten. Zeitgenössischen Philosophierichtungen wie der Phänomenologie und der Seinslehre Heideggers sprach er ab, „die philosophischen Kardinalfragen“ zu beantworten. Einer Liquidation der Philosophie käme die These gleich, dass diese Fragen prinzipiell unbeantwortbar seien, wie sie der Positivismus des Wiener Kreises vertrete, der die Philosophie in Wissenschaft aufzulösen vorschlage. Dem hielt Adorno entgegen: „die Idee der Wissenschaft ist Forschung, die der Philosophie Deutung“ (GS 1: 334).
Der philosophische Gehalt der Texte Adornos lässt sich nur selten leicht erschließen. Philosophie ist ihm „der Musik verschwistert“; ihr Schwebendes sei „kaum […] recht in Worte zu bringen“ (GS 6: 115). Seine Kategorien sind janusköpfig: je nach Kontext verwendet er sie mit positiver oder negativer Konnotation. Meistens ist Adorno der Analyse des Konkreten verpflichtet, in deren Mittelpunkt das Individuum in der zeitgenössischen Gesellschaft steht. Den philosophischen Systemen wie der klassischen Erkenntnistheorie, die das Individuelle und Nichtidentische verstümmelten, statt es zu begreifen, stellt er seine negative Dialektik als „Antisystem“ entgegen. Dennoch hat Adorno an der Philosophie, sogar an Metaphysik im Sinn der Spekulation, die das Gegebene transzendiert, festgehalten. Nur als bestimmte Negation des Faktischen, so seine Lehre, lasse sich über das Bestehende hinausdenken. Wenn man nicht hinter Kant und Hegel zurückfallen wolle, müsse Philosophie Kritik sein: Sprachkritik, Gesellschaftskritik, Kunstkritik, die zudem die Übertreibung als Erkenntnismethode benutzt.

#### Negative Dialektik: Adornos „Philosophie des Nichtidentischen“

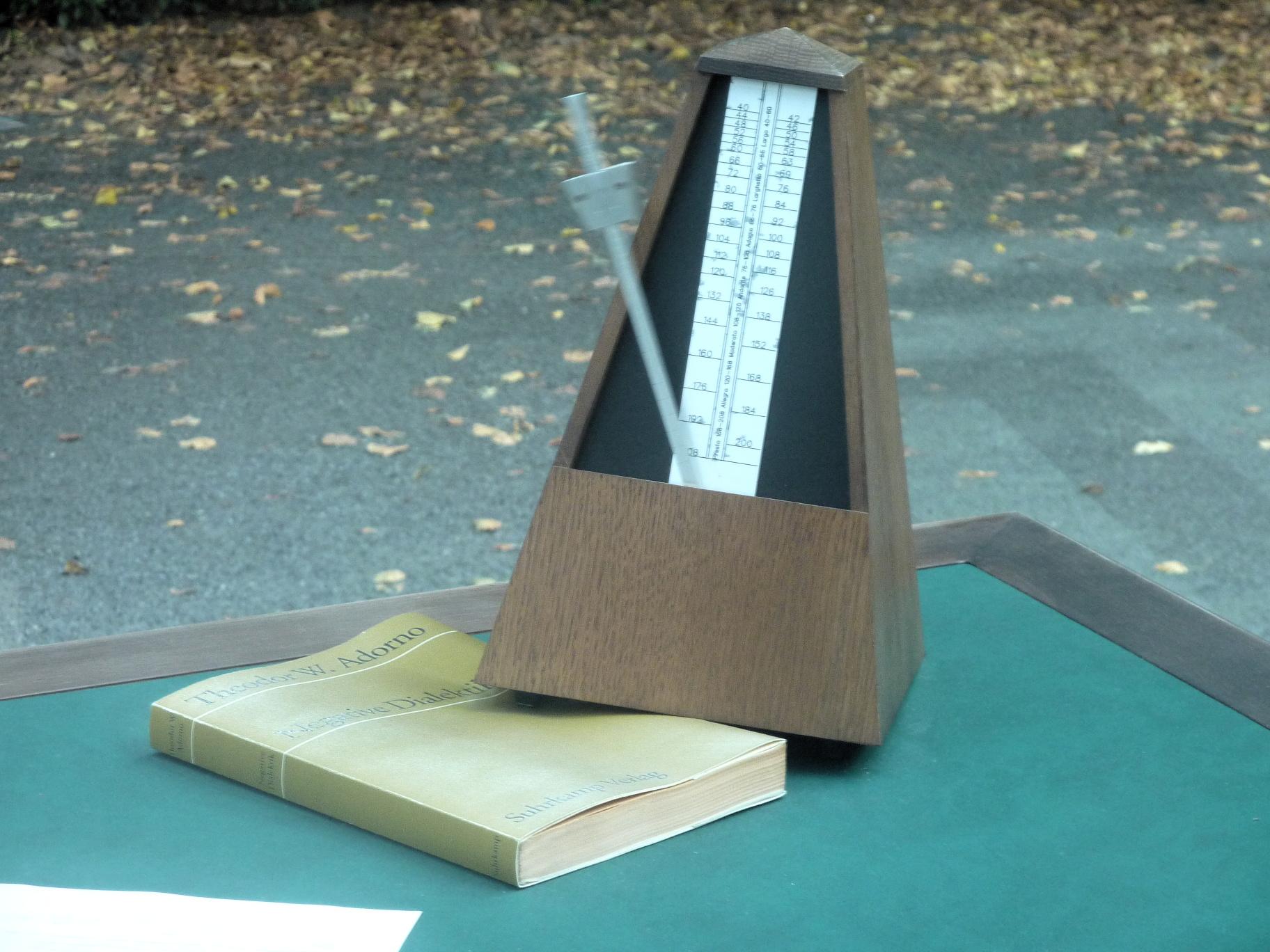
Erstausgabe der Negativen Dialektik im Frankfurter Adorno-Denkmal

Ausgangspunkt der Adorno’schen Philosophie, seiner negativen Dialektik, ist Hegels dialektische Implikation, die besagt, dass Subjekt und Objekt als vermittelt zu begreifen sind. Damit hatte Hegel Kants Bestimmung des transzendentalen Ichs kritisiert, welches dem zu erkennenden Objekt (dem Ding an sich bei Kant) verbindungslos gegenüberstehe.
Adorno knüpft nun an das Konzept der Vermittlung der Hegel’schen Dialektik an, kritisiert diesen jedoch zugleich, indem er die „Ungleichheit im Begriff der Vermittlung“ (GS 6: 184) hervorhebt. Diese Ungleichheit besage, dass „das Subjekt ganz anders ins Objekt“ (GS 6: 184) falle als das Objekt ins Subjekt. Subjektivität sei, der eigenen Beschaffenheit nach, vorweg immer auch Objekt, ohne ein Moment der Objektivität könne es damit aber nicht einmal existieren. Ganz anders das Objekt, dieses könne zwar auch nur durch Subjektivität hindurch gedacht werden, erhalte sich dem Subjekt gegenüber aber immer als Anderes, also als ein mit dem Subjekt nicht Identisches. Wer dies nicht anerkenne, betrüge sich nicht nur selbst, sondern bestätige überhaupt „die Ohnmacht des Geistes in all seinen Urteilen wie bis heute in der Einrichtung der Realität.“ (GS 6: 187).
Rolf Wiggershaus, der Chronist der Frankfurter Schule, bezeichnet in seiner Einführung zu Adornos Denken dessen „Philosophie des Nichtidentischen“ daher auch als den Horizont seiner kritischen Gesellschaftstheorie. Als Nichtidentisches versteht Adorno das „Begriffslose, Einzelne und Besondere“, für das Hegel sein Desinteressement bekundet und worauf dieser „das Etikett der faulen Existenz“ geklebt habe (GS 6: 20). Auch Albrecht Wellmer nennt Adorno einen „Anwalt des Nicht-Identischen“. Als Kritiker des „identifizierenden Denkens“ misstraut Adorno dem Denken in – vom Konkreten abstrahierenden – Begriffen: Dialektisches Denken erhebe Einspruch dagegen, dass der Begriff einen „Sachverhalt an sich“ als etwas Festes, Unveränderliches und sich Gleichbleibendes darstellt (GS 6: 156).
Zugleich bleibt auch die (negative) Dialektik Adornos auf den Begriff angewiesen, sie ist selbst noch begriffliches Denken. Insofern weckt ein „solcher Begriff von Dialektik […] Zweifel an seiner Möglichkeit.“ (GS 6: 21) Eine Philosophie des Nichtidentischen müsse dennoch an der utopischen Idee, sei diese auch zweifelhaft und paradox, festhalten: Dies gipfelt in der – nicht minder paradoxen – Forderung, „das Begriffslose mit Begriffen aufzutun, ohne es ihnen gleichzumachen.“ (GS 6: 21).
Dabei wendet sich die Philosophie des Nichtidentischen sowohl gegen Ursprungsphilosophie (die ein Erstes – Geist oder Materie – voraussetzt) als auch gegen Subjektphilosophie (die das Objekt als ein dem Subjekt Unterworfenes oder Nachgeordnetes denkt). „Objekt“ hat bei Adorno verschiedene Bedeutungen: andere Subjekte, Natur, Dinge, Verdinglichtes. Das Subjekt ist als bewusstes Wesen für Adorno zugleich Teil des ihm gegenüberstehenden Naturzusammenhangs, den es im eigenen Bewusstsein hat, aber als etwas anderes erkennt. Mit dem Verweis auf das mit dem Subjekt nicht Identische plädiert Adorno für ein anderes Verhältnis zur eigenen und äußeren Natur, das nicht mehr durch Verfügung und Herrschaft bestimmt ist, sondern durch Versöhnung und Anverwandlung. Für letzteres bemüht Adorno häufig den Begriff Mimesis.
Zentral für Adornos Philosophie ist der Begriff der „Versöhnung“. Annäherungsweise lässt er sich mit der „gewaltlosen Integration des Divergierenden“ (GS 7: 283) übersetzen. Im Horizont des Adorno’schen Denkens kann Versöhnung so Vielfältiges heißen wie: Versöhnung von Geist und Natur, von Subjekt und Objekt, von Allgemeinem und Besonderem, von Individuum und Gesellschaft, von Moral und Natur. Vornehmlich die unterdrückte Natur, das bedrohte Individuum und das unbegriffene Vereinzelte steht im unversöhnten Verhältnis zu seinem Gegenpart. Versöhnung „gäbe das Nichtidentische frei, […] eröffnete erst die Vielheit des Verschiedenen“ (GS 6: 18).

#### Kritik der Erkenntnistheorie
Zwar steht die philosophische Erkenntnistheorie nicht im Zentrum von Adornos philosophischen Vorlesungen und Schriften, aber die frühe, durch Kracauer vermittelte Kant-Lektüre und seine Dissertation über Husserls Phänomenologie brachte ihn bereits in den frühen Phasen seiner intellektuellen Entwicklung mit dieser philosophischen Disziplin in Kontakt. Er ist Erkenntnistheoretiker insoweit, als er „das Verhältnis des Denkens zur Wirklichkeit als den Prüfstein und die Vorbedingung zuverlässiger Erkenntnis diskutiert.“
Wie nahezu alle philosophischen Fragen hat Adorno auch die der Erkenntnistheorie unter Aspekten der Kritik behandelt. Seine Studien über Husserls Phänomenologie hat er mit Metakritik der Erkenntnistheorie überschrieben. In dem nur dürftig rezipierten Werk erörtert er das Verhältnis zwischen erkennendem Subjekt und zu erkennendem Objekt. Husserls Idee der Objektivität der Wahrheit und die Idee des denkenden Vollzugs wahrer Erkenntnis lagen auch Adorno am Herzen. Doch Husserls Vorstellung, mit einer vorurteilsfreien Philosophie, die sich mit der Methode der „phänomenologischen Reduktion“ auf „die Sachen selbst“ beziehe, kritisiert er als „logischen Widersinn“, der mit Hegels „Lehre von der Vermitteltheit“ unvereinbar sei (GS 5: 13). Mit diesem teilt Adorno die Skepsis gegenüber einem „absolut Ersten als des zweifelfrei gewissen Ausgangspunktes der Philosophie“ (GS 5: 13) und insistiert auf der „Vermitteltheit eines jeglichen Unmittelbaren“ (GS 5: 160). Selbst wenn Adorno in materialistischer Denkweise häufig vom „Vorrang des Objekts“ (GS 6: 186) spricht und auf einer „dem Subjekt gegenübertretenden Alterität [= Andersheit, Andersartigkeit] beharrt“, geschieht dies nicht ohne die Überzeugung, dass „die Beschaffenheiten der Erkenntnisobjekte immer nur durch das reflektierende Subjekt hindurch zu haben sind“.
Da Adornos „Erkenntnisutopie“ auf die unverkürzte Erfahrung des Nichtidentischen zielt, erwartet er von der Kunst „als ein[em] genuin andere[n] Medium der Erkenntnis […] Unterstützung“. Rüdiger Bubner sieht hier eine „Konvergenz von Erkenntnis und Kunst“, während Habermas gar von der „Abtretung der Erkenntnis-Kompetenzen an die Kunst“ spricht.

#### Negative Moralphilosophie
Der bekannte Ausspruch aus den Minima Moralia: „Es gibt kein richtiges Leben im falschen“ (GS 4: 43) wurde in der Sekundärliteratur oft als eine Absage Adornos an die Moralphilosophie interpretiert. Entgegen dieser Auffassung hat Gerhard Schweppenhäuser Adornos untergründig präsente Moralphilosophie herausgearbeitet und sie als eine „negative Moralphilosophie“, eine „Ethik nach Auschwitz“ bezeichnet, wobei Auschwitz als Chiffre für den Holocaust steht. Dagegen spricht auch, dass Adorno immerhin zwei Vorlesungen zur Moralphilosophie gehalten hat (Wintersemester 1956/57, Sommersemester 1963) und seine Minima Moralia das Thema falsches versus richtiges Leben ständig umkreisen. Adorno selbst bezeichnete die Minima Moralia als „ein Buch über das richtige oder vielmehr das falsche Leben“.
Eine zentrale Rolle in Adornos Moralkritik nimmt die bestimmte Negation Hegels ein (s. oben zu Adornos Hegel-Rezeption). Diese impliziert für Adorno, dass man als Kritiker der Moral weder auf eine affirmative Gegenmoral noch auf eine abstrakte Negation jeder Moral hinsteuern dürfe. Statt, wie Nietzsche, die Moral abstrakt zu negieren, müsse der Weg der bestimmten Negation erst beschritten werden, um so, wie Marx einmal sagt, „aus der Kritik der alten Welt die neue [zu] finden“. In seinen Vorlesungen zur Moralphilosophie greift Adorno diese Vorgehensweise auf, indem er sich auf den Widerstand als „die eigentliche Substanz des Moralischen“ beruft.

„Das einzige, was man vielleicht sagen kann, ist, daß das richtige Leben heute in der Gestalt des Widerstands gegen die von dem fortgeschrittensten Bewusstsein durchschauten, kritisch aufgelösten Formen eines falschen Lebens bestünde.“

Dabei hat Adorno, ähnlich wie zur Metaphysik, auch zur Moralphilosophie ein ambivalentes Verhältnis. Er kritisiert, dass die christlich-abendländische Moral den Individuen eine Verantwortung für ihre Handlungen abverlange und dabei eine Handlungsfreiheit unterstelle, die sie als soziale Wesen gar nicht haben. Zugleich sieht er in der Moral aber die „Repräsentantin einer kommenden Freiheit“. Moral sei in sich widersprüchlich; sie meine „gleichzeitig immer Freiheit und Unterdrückung“.
Ausgangspunkt Adornos ist Kants Moralphilosophie, die moralisches Handeln als Selbstbestimmung in Freiheit definiert. Aber solange der gesellschaftliche Gesamtzusammenhang hinter den Maßstab eines gerechten Lebens zurückfalle, sei es für die Menschen gar nicht möglich, moralisch richtig zu handeln. Ethische Erwägungen bedürfen daher der Ergänzung durch gesellschaftliche Analyse und Kritik. Das moralische Prinzip vom gesellschaftlichen abzutrennen und in die private Gesinnung zu verlegen, bedeute „auf die Verwirklichung des im moralischen Prinzip mitgesetzten menschenwürdigen Zustands“ (GS 4: 103) zu verzichten.
Die Frage, was das „richtige Leben“ ausmache, beantwortet Adorno durchgehend in negativer Weise, als bestimmte Negation. „Er setzt bei dem an, ‚was nicht sein soll‘, bzw. am Leben in seiner ‚verkehrten‘ oder ‚entfremdeten Gestalt‘.“ Adornos Lehre vom richtigen Leben finde sich nach Albrecht Wellmer „wie in Spiegelschrift“ in seinen Minima Moralia.
Statt Inhalt und Ziel einer mündigen, emanzipierten Gesellschaft auf positive Weise zu bestimmen, formuliert Adorno negative Minimalbedingungen an den moralisch richtigen Zustand. Zentral ist in diesem Zusammenhang seine Forderung, „daß Auschwitz nicht noch einmal sei“ (GS 10/2: 674). Dieser durch Hitler aufgezwungene Kategorische Imperativ (GS 6: 358) richtet sich dabei jedoch nicht an ein reines Vernunftsubjekt im Sinne Kants: Wie Alfred Schäfer in seinem „pädagogischen Porträt“ betont, unterscheidet sich Adornos Version des Kategorischen Imperativs von der kantischen vor allem dadurch, dass in ihr (der Adorno’schen) ein „Moment des Hinzutretenden am Sittlichen“ (GS 6: 358) sich fühlen lässt: Für Adorno ist es der unmittelbare, leiblich erfahrbare Abscheu angesichts der nationalsozialistischen Gräueltaten, der die „in sich problematische“ Vernunft komplementiert. Erst durch den impulsiv sich einstellenden Abscheu, also durch ihr Gegenteil, hindurch, werde die vernünftige moralische Reflexion demnach „praktisch“.
In der Achtung vor dem Individuellen sieht Martin Seel Adornos Kerngedanken eines guten menschlichen Lebens. Ethik müsse daher politische Philosophie werden, die Frage nach dem richtigen Leben müsse in die Frage nach der richtigen Politik übergehen, heißt es zum Schluss von Adornos moralphilosophischer Vorlesung.

#### Metaphysik und Metaphysikkritik
Adornos Verhältnis zur Metaphysik ist ambivalent. Seine Kritik gilt sowohl der klassischen Metaphysik als auch der Metaphysikkritik. Überlegungen zur Metaphysik ziehen sich durch sein ganzes Werk. Besonders ausgearbeitet hat er sie in der Negativen Dialektik, als deren zentrale Intention er gegenüber Gershom Scholem „die Rettung der Metaphysik“ nennt.
Adornos Verständnis der Metaphysik hängt eng mit seinem Verständnis abendländischer Rationalität zusammen. Diese gilt ihm als ein Projekt der Selbst- und der Naturbeherrschung (GS 3: 19). Das Ziel dieses Projektes ist es, dass der Mensch sich mittels seiner Rationalität, dem „identifizierenden Denken“, von der Kontingenz natürlicher Geschehnisse zu befreien versucht, um Herrschaft über sich und seine Umgebung zu erlangen. Innerhalb dieses Projektes spielt die Metaphysik als die „Lehre vom geschichtslos Unveränderlichen“ (GS 2: 261) eine wichtige Rolle. Indem sie der Kontingenz des empirischen Lebens ein System von begrifflichen Zusammenhängen entgegenstellt, die als unveränderlich aufgefasst werden, leitet die Metaphysik ein „Denken der Identität“ ein. Das identifizierende Denken richtet sich dabei nicht nur gegen das, was dem Subjekt äußerlich begegnet, sondern auch gegen seine eigene leibliche Natur. Auch sie soll durch Identifikation beherrschbar und überwunden werden, was Adorno auch als „Anpassung ans Tote“ bezeichnet (GS 3: 79, 206). Das metaphysische Denken richtet sich so gegen sein eigentliches Ziel, die rationale Selbstbestimmung und Freiheit des Menschen. Die Identitäten, die das Kontingente bewältigen sollen, beherrschen den, um dessen Freiheit willen sie gesucht worden sind. Adorno gilt dies als das Skandalon der Metaphysik, aber auch von Rationalität und Aufklärung (GS 6: 361).
Auch die Metaphysikkritik, deren Grundprogramm eigentlich die Befreiung des Subjekts von der Metaphysik ist, führt für Adorno letztlich nur zu dessen Unfreiheit. Er setzt sich dabei vor allem mit der Philosophie Kants und dem Positivismus auseinander. Kants Philosophie wird von Adorno als Versuch interpretiert, aus der Metaphysikkritik heraus für die Freiheit des Menschen zu argumentieren. Für Kant ist der Mensch dabei ein Wesen, das nur unter Einbeziehung seiner Sinne und seines Verstandes zu Erkenntnissen zu kommen vermag. Wenn die Erkenntnisse demnach immer unter den feststehenden Anschauungsformen und Verstandesbegriffen stehen, so ist für Adorno damit die Unfreiheit des Subjekts besiegelt: Das menschliche Bewusstsein wird „gleichsam zu ewiger Haft in den ihm nun einmal gegebenen Formen der Erkenntnis verurteilt“ (GS 6: 378). Der Mensch wird so in seinen Erkenntnismöglichkeiten als ein vollkommen festgelegtes und unfreies Wesen begriffen. Diese Festlegung des Menschen auf das Tatsächliche findet nach Adorno ihre Fortsetzung im Positivismus.
Gegen die traditionelle Metaphysik und Metaphysikkritik will Adorno eine Metaphysik der Transzendenz rehabilitieren. Metaphysik ist ein Denken des Absoluten, ein Denken dessen, was das Gegebene überschreitet: „Denken über sich selbst hinaus, ins Offene, genau das ist Metaphysik“. Wesentlich für das Denken des Absoluten ist es dabei, dass es jenseits der Verfügungsgewalt eines Subjekts steht. Es darf nicht mit dem Begriff des Unveränderlichen charakterisiert werden, sondern muss als das Nichtidentische gedacht werden: „Das Absolute jedoch, wie es der Metaphysik vorschwebt, wäre das Nichtidentische, das erst hervorträte, nachdem der Identitätszwang zerging“ (GS 6: 398).
Da die Erkenntnis immer auf das Identische gerichtet ist, kann es vom Absoluten als Nichtidentischem keine Erkenntnis geben. Das Nichtidentische kann aber den Subjekten gegenüber als „metaphysische Erfahrung“ (GS 6: 364) in Erscheinung treten. Sie ist die Erfahrung einer Unverfügbarkeit, Adorno spricht auch von „Unverlässlichkeit“ (GS 6: 364). Die metaphysische Erfahrung ist außerdem eine Erfahrung von Negativität. Das Subjekt erfährt seine eigene Ohnmacht, den Gegenstand der Erfahrung zu fassen zu bekommen.
Metaphysische Erfahrungen sind für Adorno vor allem in der Kunst möglich. Er spricht ausdrücklich vom „metaphysischen Gehalt von Kunst“ (GS 7: 122). Kunstwerke deuten auf Nichtidentisches hin, indem sie ihre Rezipienten zu einer bestimmten Verhaltensweise nötigen. Da ein Kunstwerk sich nicht einfach entziffern lässt, sind Rezipienten gezwungen, sich von den Strukturen des Kunstwerks leiten zu lassen. Sie werden dadurch zu einer Praxis der Anverwandlung gedrängt, die Adorno Mimesis nennt. Die damit von den Kunstwerken eröffnete Erfahrung deutet auf etwas hin, das sich nicht identifizierend fassen lässt.
Den Okkultismus beurteilt er dagegen in Minima Moralia Nr. 151 als Rückfall hinter die Rationalität der Moderne, nicht deren Überwindung, indem er von einer „Metaphysik der dummen Kerle“ spricht. Okkultismus sei einerseits Reaktion auf Verdinglichung: „Wenn die objektive Realität den Lebendigen taub erscheint wie nie zuvor, so suchen sie ihr mit Abrakadabra Sinn zu entlocken.“ Andererseits werde „Arbeitsteilung und Verdinglichung […] auf die Spitze getrieben: Leib und Seele in gleichsam perennierender Vivisektion auseinandergeschnitten.“ Geist und Sinn werde als Faktum, als unmittelbare Erfahrung behauptet, die Vermittlung durch aufklärerisches Denken ignoriert.

#### Positivismuskritik
Adorno bestand darauf, dass in einer widersprüchlichen Welt auch das Denken widersprüchlich sein müsse und somit das Postulat der Widerspruchsfreiheit wie auch das „falsche Ideal“ der Systembildung, an dem sich die „große Philosophie“ orientiere, abzulehnen seien. „Das Ganze ist das Unwahre“, heißt ein zentraler Satz in den Minima Moralia (GS 4: 55). Er beschäftigte sich mit den Einzelwissenschaften, übte gleichwohl immanente Kritik an der Arbeitsteiligkeit, die immer mehr einzelne wissenschaftliche Disziplinen von der Philosophie abgespalten und zu gegeneinander abgegrenzten Fächern im Wissenschaftsbetrieb gemacht habe. Reflexion über die gesellschaftlichen Bedingungen der wissenschaftlichen Arbeitsteilung machte ihn zum Kritiker des Positivismus, den er weiter fasste als allgemein üblich. Neben dem Logischen Positivismus des „Wiener Kreises“ und der Analytischen Philosophie zählte er dazu auch Autoren wie Karl Popper und Hans Albert, die sich selbst als Positivismus-Kritiker verstanden, und Ludwig Wittgenstein, den „reflektiertesten Positivisten“ (GS 8: 282). Seine Grundthese im Tractatus, „Die Welt ist alles, was der Fall ist“, ist für Adorno ein Gedanke, der die Unfreiheit des Menschen besiegelt und ihn auf das Bestehende verpflichtet.
Im so genannten Positivismusstreit zwischen den Kritischen Rationalisten Popper und Albert auf der einen Seite und Vertretern der Frankfurter Schule auf der anderen Seite, der in den 1960er Jahren um Methoden und Werturteile in den Sozialwissenschaften geführt wurde, war Adorno einer der Protagonisten. Von ihm stammte der Begriff Positivismusstreit, der von den Kontrahenten zunächst abgelehnt wurde, sich aber schließlich durchgesetzt hat.

### Soziologie

#### Gesellschaftskritik
Adornos Kritik der gesellschaftlichen Verhältnisse und ihrer Ideologie richtet sich gegen die „verwaltete Welt“ (ein Synonym für den nachliberalen Spätkapitalismus) und die „Kulturindustrie“. Beiden wohne die Tendenz zur Liquidation des Individuums und alles Abweichenden inne, mit anderen Worten: die Beseitigung oder Unterwerfung des Nichtidentischen und Nichtverfügbaren. Im Rahmen des verordneten Konsums und der organisierten Ausfüllung der arbeitsfreien Zeit „durch Kulturindustrie, Technikbegeisterung und Sport“ erfolge eine „restlose Erfassung der Menschen bis in ihr Innenleben hinein“.
Durchgängig ist Adornos negativer Bezug auf die bestehenden gesellschaftlichen Verhältnisse. Thomas Mann kritisierte 1952 diesen Aspekt der Negativität des Adorno’schen Denkens: „Gäbe es nur je ein positives Wort bei Ihnen, Verehrter, das eine auch nur ungefähre Vision der wahren, der zu postulierenden Gesellschaft gewährte! Die Reflexionen aus dem beschädigten Leben ließen es daran, nur daran, auch schon fehlen. Was ist, was wäre das Rechte?“
Diese Kritik Thomas Manns verfehlt nun aber den moralphilosophischen Kern der Sozialkritik Adornos – dessen bestimmte Negation: Denn Ziel Adornos soziologischer Bemühungen ist es, Gesellschaft als „universellen Verblendungszusammenhang“, als ausweglose Totalität, zu inszenieren. Das moralisch Rechte (wie etwa Mann es forderte) anzugeben bedürfte dabei eines moralischen Standpunktes jenseits gesellschaftlicher Vermittlung – ein solcher Standpunkt stellt für den Hegelianer Adorno jedoch selbst ein Problem dar, da sich das Moralische nicht einfach der eigenen gesellschaftlichen Vermitteltheit entziehen zu vermag. Wenn man nicht hinter Hegel zurückfallen wolle, damit aber die positive Angabe des moralisch Richtigen in sich problematisch erscheine, bleibe für den Kritiker nur noch der Weg der bestimmten Negation: Indem Gesellschaft provokativ „als Ding an sich, mit aller Schuld von Verdinglichung“ (GS 8: 292) dargestellt wird, soll folglich das moralisch Richtige gebildet werden.
Das soziologische und sozialpsychologische Werk Adornos steht zudem in der Tradition von Karl Marx, Émile Durkheim, Max Weber, Georg Lukács und Sigmund Freud. Ihnen verdankte er Einsichten, an die er häufig anknüpfte. Der Warencharakter und die Verdinglichung aller menschlichen Beziehungen, generell der Tausch bilden den Resonanzboden seiner marxistisch geprägten Gesellschaftsanalysen, die Lukács’ Geschichte und Klassenbewußtsein zentrale Anregungen verdanken. Das Thema der instrumentellen Vernunft finden Horkheimer und er in Max Webers Begriff der „Zweckrationalität“ vorgebildet. Der Begriff der „verwalteten Welt“ bleibt dem Weber’schen Idealtypus der Bürokratie mit ihrer Tendenz zur Ausdehnung und Verselbständigung verwandt; wiederholt verweist er darauf in seinen Vorträgen Kultur und Verwaltung von 1960 (GS 8: 124) und Individuum und Organisation von 1954 (GS 8: 442).
Wie Durkheim begreift er die Objektivität der gesellschaftlichen Tatsachen (faits sociaux), „die These von der Eigenständigkeit gesellschaftlicher Tendenzen gegenüber individuell-psychologischen“ (GS 8: 246) als eine grundlegende soziologische Einsicht, die er in seiner Terminologie als „Vorrang des Objekts“ fasst (exemplarisch dazu in der Negativen Dialektik, GS 6: 184 ff.). Zwar spricht er sich gegen eine unvermittelte Zusammenführung von Erkenntnissen der Psychologie und Soziologie dezidiert aus – so in seinem Aufsatz Zum Verhältnis von Psychologie und Soziologie (GS 8: 42–92) –, weil angesichts „der gegenwärtigen Ohnmacht des Individuums“ Ökonomie und Soziologie mehr zur Erklärung gesellschaftlicher Vorgänge und Tendenzen beitragen könnten. Gleichwohl sei die Psychologie, insbesondere die Psychoanalyse, ein adäquates Medium zur Erklärung irrationaler Verhaltensweisen von Individuen und Gruppen (GS 8: 86). Wiederholt zog er Freuds Schrift Massenpsychologie und Ich-Analyse zur triebdynamischen Erklärung des autoritären Charakters wie der Massengefolgschaft faschistischer Führer heran.
Mit seinem Vortrag Spätkapitalismus oder Industriegesellschaft eröffnete Adorno 1968 den 16. Deutschen Soziologentag, der im Zeichen der Studentenbewegung und des 150. Geburtstags von Karl Marx stand. Anknüpfend an die Marx’sche Orthodoxie beantwortet er die Titelfrage dahingehend, dass die gegenwärtige Gesellschaft Industriegesellschaft „nach dem Stand ihrer Produktivkräfte“, jedoch „Kapitalismus in ihren Produktionsverhältnissen“ (GS 8: 361) sei.

#### Empirische Sozialforschung
Erst während seiner Emigration in den USA sammelte Adorno Erfahrungen in der empirischen Sozialforschung. Auf Vermittlung von Horkheimer wurde er Mitarbeiter am Princeton Radio Research Project, einem von dem österreichischen Soziologen Paul Felix Lazarsfeld geleiteten größeren Forschungsvorhaben mit dem Titel The Essential Value of Radio to all Types of Listeners. Adorno wurde die Durchführung eines Teilprojekts für den musikalischen Bereich übertragen.
In seinem Rückblick auf Wissenschaftliche Erfahrungen in Amerika berichtete er, dass das Radio-Projekt „für kritische Sozialforschung wenig Raum“ ließ (GS 10/2: 707). So schien ihm die Technik, dass Probanden per Knopfdruck über Gefallen oder Nichtgefallen von Musikstücken abstimmten, „gegenüber der Komplexität des zu Erkennenden höchst unzulänglich“ (GS 10/2: 708). Da sich die Untersuchungen im Rahmen des etablierten kommerziellen Radiosystems vollzogen und „verwertbare Informationen“ erwartet wurden (GS 10/2: 709), war auf diese Weise kaum etwas für die Musiksoziologie zu ermitteln. Sein erster in den USA geschriebener Aufsatz – Über den Fetischcharakter der Musik und die Regression des Hörens –, der 1938 in der Zeitschrift für Sozialforschung erschien, war, nach des Autors eigenem Bekunden, der „erste Niederschlag“ seiner Arbeit am Radio Research Project (GS 14: 9).
Adorno bewertete seine Erfahrungen als lehrreiche Auseinandersetzungen mit Sinn und Methoden der Sozialforschung sowie mit Radiomusik und Radiohörern. Aus dieser Tätigkeit resultierte schließlich eine umfangreiche Untersuchung in englischer Sprache: die unter dem Titel Current of Music zusammengefassten Studien, die Robert Hullot-Kentor rekonstruiert und herausgegeben hat. Insgesamt betrachtet, fand Adorno in den New Yorker wie in den späteren kalifornischen Emigrationsjahren durch praktische Erfahrungen und Auseinandersetzungen einen Zugang zur empirischen Sozialforschung (GS 10/2: 703–738).
Nachdem er mit Horkheimer 1944 die Dialektik der Aufklärung abgeschlossen hatte, wurde er Mitarbeiter an dem vom Institute of Social Research und von der University of Berkeley gemeinsam bearbeiteten großangelegten Forschungsprojekt zum Thema Antisemitismus. Darauf geht die 1950 veröffentlichte soziologische Studie The Authoritarian Personality (Die autoritäre Persönlichkeit) zurück, die Vorurteilsstrukturen und den Zusammenhang von Autoritätsgläubigkeit und Faschismus untersucht. In einem Brief vom 19. Juli 1947 an Horkheimer äußerte sich Lazarsfeld geradezu begeistert über die gelungene Kombination von kritischer und empirischer Sozialforschung. Die von Adorno verfassten Teile sowie die von ihm und den beteiligten Autoren (Else Frenkel-Brunswik, Daniel J. Levinson und R. Nevitt Sanford) gemeinsam verfasste Einleitung, ferner das Kapitel über die F-Skala (engl. Fassung in GS 9/1: 143–508) ließ er von Milli Weinbrenner, einer Mitarbeiterin des Instituts, übersetzen; erst posthum erschienen diese Texte unter dem Titel Studien zum autoritären Charakter (1973) auf Deutsch in der Bundesrepublik Deutschland. 2019 wurde erstmals sein 1947 geschriebener Entwurf eines Schlusskapitels für The Authoritarian Personality in dem Band Bemerkungen zu „The Authoritarian Personality“ publiziert.
Die von Adorno in den USA gemachten Erfahrungen mit der dort anders betriebenen Soziologie und Sozialforschung, vor allem seine Mitautorschaft an der Authoritarian Personality, bildeten die Grundlage dafür, dass er in Deutschland in den 1950er und 1960er Jahren als einer der wichtigsten Vertreter der deutschen Soziologie anerkannt wurde. Beigetragen haben dazu auch seine Beiträge zu dem bedeutendsten empirischen Nachkriegsprojekt des Instituts für Sozialforschung: das an die Fragestellungen der Authoritarian Personality anknüpfende Gruppenexperiment. Adorno hatte zu dem abschließenden Forschungsbericht das Kapitel Schuld und Abwehr und gemeinsam mit Horkheimer das Vorwort verfasst (GS 9/2: 121–324).
Unbeschadet dessen hielt er sich nicht zurück mit kritischen Erörterungen über die empirische Sozialforschung. 1952 hielt er die Rede Zur gegenwärtigen Stellung der empirischen Sozialforschung in Deutschland, in der er deren Bedeutung in modifizierter Form für die Kritische Theorie betonte (GS 8: 478–531), und in dem erstmals 1957 veröffentlichten Vortrag Soziologie und empirische Forschung stellte Adorno seine Kritik an der zeitgenössischen Soziologie und empirischen Sozialforschung dar (GS 8: 196–216). Er hatte zunächst, unter Einbeziehung der aus den USA stammenden Methoden, für den Ausbau der empirischen Sozialforschung in Deutschland und die Verbindung von quantitativen mit qualitativen Verfahren (wie Inhaltsanalyse und Gruppendiskussion) votiert. Hatte er dabei noch die Möglichkeit einer Verknüpfung von Empirie mit Theorie betont, äußerte er sich später zunehmend skeptischer hinsichtlich einer derartigen Vermittlung. Unverhohlen artikulierte er diese Skepsis im sogenannten Positivismusstreit.

### Ästhetik und Kulturkritik
Adornos Schriften zur Ästhetik und Kulturkritik sind von den Schriften Walter Benjamins, mit dem er in regem Austausch stand, stark beeinflusst. Angefangen vom Ursprung des deutschen Trauerspiels (1928) bis zum Passagen-Werk dienten sie Adorno als wichtige Inspirationsquellen. Der erkenntniskritischen Vorrede der Trauerspiel-Schrift entnahm Adorno die Anregung, eine spezifische Form des philosophischen Umgangs mit der Kunst zu entwickeln: Nicht begrifflich-deduktiv noch induktiv, sondern konfigurativ durch Anordnung der Phänomene in Konstellationen. Auf Benjamins berühmte Schrift Das Kunstwerk im Zeitalter seiner technischen Reproduzierbarkeit reagierte Adorno jedoch kritisch und verärgert. So hatte Benjamin Film und Kino als avantgardistische Medien bezeichnet und sich für sie begeistert, während Adorno darin Auswüchse der Kulturindustrie sah.
Ausgangspunkt der kunstphilosophischen Überlegungen Adornos ist die Annahme einer „fundamentalen Differenz von Kunst und gesellschaftlicher Wirklichkeit“. Geschichte und Sein der Kunst rekonstruiert er „unter dem Vorzeichen der Negativität“. Sie ist „das konkrete Negative des allgemeinen Negativen“. Eine überhistorische Definition der Kunst kann es für ihn nicht geben; alle Vorstellungen und Theoreme der Kunstphilosophie werden radikal historisiert. Da das Kunstwerk noch nicht vollständig in die gesellschaftliche Totalität integriert ist, bildet es den archimedischen Punkt, von dem aus historische Erkenntnisse möglich werden.

#### Ästhetische Theorie
Der Philosoph Günter Figal sieht in der posthum erschienenen, vom Autor selbst nicht abgeschlossenen Ästhetischen Theorie Adornos Hauptwerk und Vermächtnis. Sie sei der Versuch, auf die Erfahrung des unverfügbaren „Individuellen und Nichtidentischen in der Kunst aufmerksam zu machen“. Konsequenter als in seinen anderen Schriften setze Adorno hier seine Leitbegriffe als eine Vielzahl von Zentren ein, um die sich seine Reflexionen bildeten und die erst in der Konstellation zueinander ein Ganzes ergäben. Der Germanist Gerhard Kaiser versteht Adornos Kritische Theorie im Wesentlichen als „ästhetische Theorie“: In ihr würden „alle Motive seines Denkens enggeführt“.
Die zentrale These des Werks lautet für Günter Figal, dass Kunst das „Ergebnis einer rationalen Konstruktion“ ist, die das vielfältige „Material“ (Klänge, Worte, Farben, Holz, Metall etc.) zu einer Einheit stimmig zusammenfügt. Im Kunstwerk würde „das Material in seiner Individualität freigesetzt“ und dadurch das „Nichtidentische“ gerettet. Obwohl zweckmäßig gestaltet, erscheine das Kunstwerk im Resultat, als sei es naturhaft erzeugt, weil das vermögende Gestalten selbst der „Natur im Subjekt“ (Immanuel Kant) zugehört – sei es als vorgeistige Sinnlichkeit oder als kreatürlicher Reflex. Adorno versteht Kunst nicht als Nachahmung der Natur, sondern des Naturschönen, das für Menschen etwas Überwältigendes habe, aber in seiner „Nichtgemachtheit“ sich menschlicher Verständlichkeit gleichzeitig entziehe.
Bereits im einleitenden Abschnitt der Ästhetischen Theorie spricht Adorno vom „Doppelcharakter der Kunst als autonom und als fait social“ (GS 7: 16). Der von Émile Durkheim übernommene Begriff des fait social bezeichnet einen gesellschaftlich erzeugten Tatbestand (weiter Sinn). Kunstwerke sind in die herrschenden Produktionsverhältnisse eingebunden und als Produkte gesellschaftlicher Arbeit (GS 7: 337) auch verkäufliche Waren. Ihre Autonomie ist eine sozial determinierte (GS 7: 313); sie wurde „mühsam der Gesellschaft abgezwungen“ (GS 7: 353). Autonomie verkörpere das Kunstwerk darin, dass es allein seinem eigenen Formgesetz gehorche. Aus ihrer Autonomie folge, dass Kunstwerke funktionslos sind: „Soweit von Kunstwerken eine gesellschaftliche Funktion sich prädizieren lässt, ist es ihre Funktionslosigkeit“ (GS 7: 337). In ihrer unversöhnlichen Gegenposition zur Gesellschaft behauptet die Kunst ihre Autonomie: „Indem sie sich als Eigenes in sich kristallisiert, statt bestehenden gesellschaftlichen Normen zu willfahren und als ‚gesellschaftlich nützlich‘ sich zu qualifizieren, kritisiert sie die Gesellschaft, durch ihr bloßes Dasein“ (GS 7: 337).
Als Utopie repräsentiere Kunst das schwarz verhängte „noch nicht Seiende“, die „imaginäre Wiedergutmachung der Katastrophe Weltgeschichte“ (GS 7: 204). Adornos Satz – „In jedem genuinen Kunstwerk erscheint etwas, was es nicht gibt“ (GS 7: 127) – verweist auf ein Glücksversprechen (Stendhals promesse du bonheur), das als „Totalnegation der gegebenen Wirklichkeit“ gelesen werden kann. Glück gibt es nur „als Erscheinung, die eschatologisch der Erfüllung harrt“.

## Wirkungsgeschichte

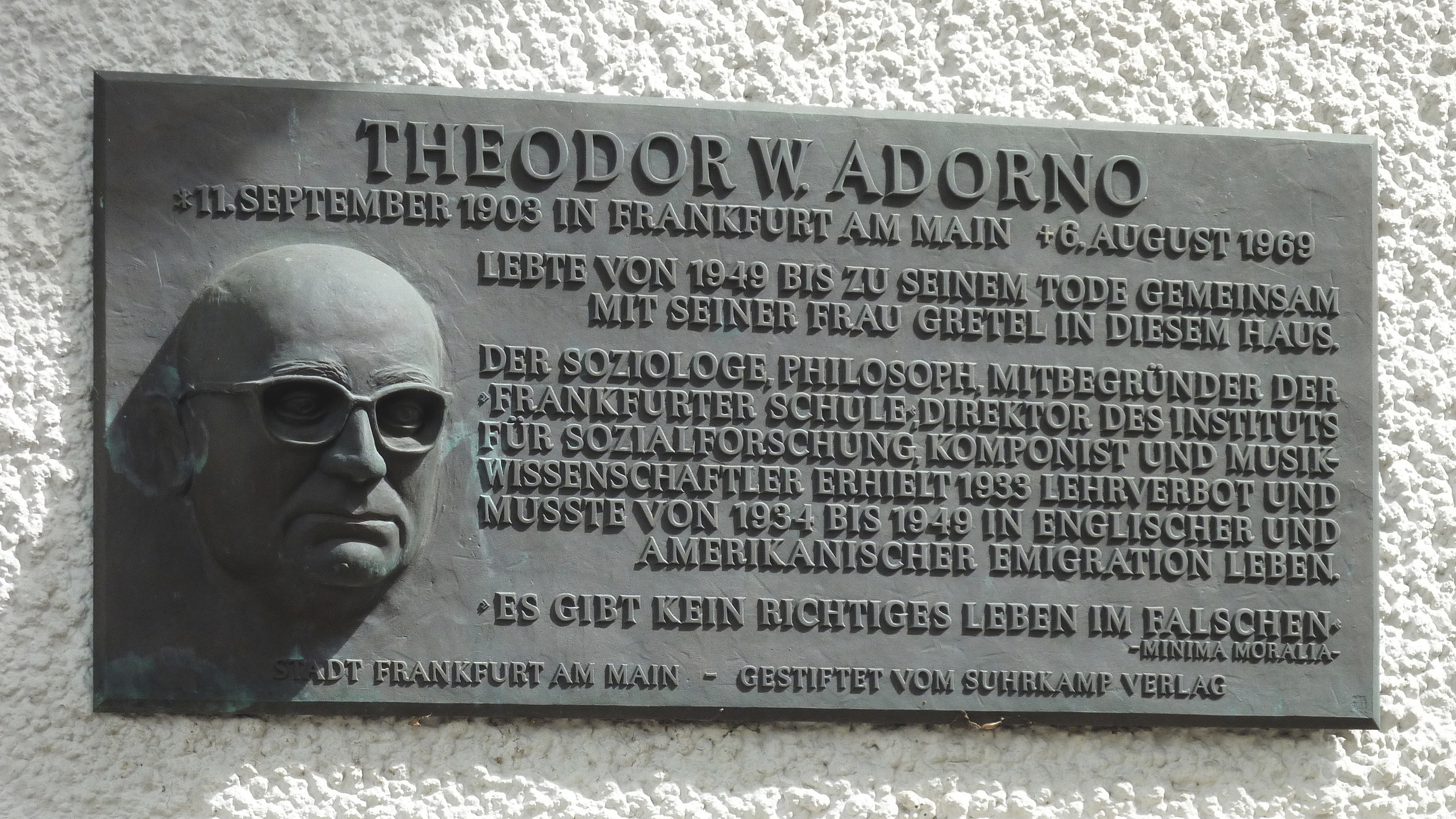
Adorno-Gedenktafel an seinem Wohnhaus im Frankfurter Westend